# Bunuri mobile din domeniul arheologie clasate în patrimoniul cultural național al României aflate în județul Tulcea
Acestă listă conține bunurile mobile din domeniul arheologie clasate în Patrimoniul cultural național al României aflate la momentul clasării în județul Tulcea.

## Tezaur
| Foto | Informații generale  | Detalii tehnice | Descriere | Deținător                                                    | Legături |
| ---- | -------------------- | --- | --- | ------------------------------------------------------------ | -------- |
|      | Vas liturgic         | Datare: sec. XIII-XIV Descoperit: jud. TULCEA, com. Isaccea, Isaccea Material: Realizat din argint aurit orin turnare, excizie, incizie si sudare | Realizat din argint aurit, formă circulară. Pe exterior prezintă cinci medalioane aproximativ cordiforme, dispuse radial în jurul unui disc central, delimitat de un inel granulat. Între medalioane cinci busturi umane înnaripate cu brațele îndoite din cot spre dreapta. Atât figurile cât și busturile sunt orientate spre baza capacului. Medalioanele conțin cinci figuri masculine în poziție sezândă și drapate. Fiecare ține în mâna dreaptă o carte. Restul câmpului este decorat cu motive florale realizate prin incizie și excizie. Figurile, bagheta care le delimitează și inelul perlat sunt aplicate prin sudură.                                     | Muzeul de Istorie și Arheologie, Tulcea                      | Cimec    |
|      | Amphoriskos          | Datare: a doua jumătate a secolului al V-lea a.Chr. Descoperit: jud. TULCEA, com. Murighiol, Dunavățu de Sus Material: Realizat din pastă de sticlă prin modelare pe miez de nisip.                                                                               | Amphoriskosul, modelat pe miez de nisip, are gura evazată, gâtul cilindric și corpul piriform, terminat cu un buton. „Matricea” este de culoare albastră. Piesa e decorată, în partea superioară, cu benzi circulare sau în zig-zag, de culoare galbenă sau în diverse nuanțe albăstrui. | Muzeul de Istorie și Arheologie, Tulcea                      | Cimec    |
|      | Situlă               | Datare: prima jumătate a secolului al II-lea Școală: nord-italic Descoperit: jud. TULCEA, com. Niculițel, Niculițel, Bădila Material: Piesa este realizată din bronz prin turnare, strunjire, striere; altorelief                                                 | Situla cu aspect sferoid are buza rotunjită, corpul sferoidal și baza inelară. Este prevăzută cu o toartă mobilă, ovoidală, cu capetele întoarse în forma literei „U” și introduse în două bucle fixate pe o bară ce face corp comun cu gâtul vasului. Pereții vasului sunt decorați cu patru scene dedicate vieții pescărești, realizate în tehnica altoreliefului; personajele umane sunt figuri de copii (amorași). Din cele patru scene figurative, două sunt aproape identice, acestea fiind dispuse simetric; diferențele constau în redarea unor detalii. Subiectul tratat este pescuitul cu undița.                                                             | Muzeul de Istorie și Arheologie, Tulcea                      | Cimec    |
|      | Gemă                 | Datare: sec. I a. Chr. – I p. Chr. Descoperit: jud. TULCEA, com. Slava Cercheză, Slava Rusă, cetatea Ibida Material: Este realizată din cornalină roșie prin gravare.                                                                                             | Gema este realizată din cornalină roșie și are gravată imaginea Medusei-Gorgona. Portretul personajului a fost realizat cu mare eleganță și finețe artistică, fapt care denotă continuarea vechilor tradiții elenistice în opera gravorilor din epoca imperială timpurie. Medusa este redată din profil, cu aripioare la tâmple și cu privirea ațintită în jos. Piesa face parte din așa numita serie „Meduza lui Apollophanes”, după numele unui artist gravor din epoca elenistică. | Muzeul de Istorie și Arheologie, Tulcea                      | Cimec    |
|      | Vas lustral          | Datare: ultimul sfert al sec. al VI-lea – începutul sec. al VII-lea p. Chr. Școală: local? Descoperit: jud. TULCEA, com. Slava Cercheză, Slava Rusă, Complex monastic Material: Realizat din ceramică prin modelare la roată, turnare în tipar și aplicare decor. | Vasul lustral a fost descoperit în nartexul primei bazilici, pe ultimul nivel, în stare fragmentară. Acesta se compune dintr-o bază dreptunghiulară în plan, în formă de zigurat cu trei trepte, primele două având mici ferestre arcuite, urmează un cilindru, ușor îngustat la extremități, decorat cu vrejuri de viță de vie, apoi bazinul, hemisferic, ce prezintă struguri stilizați pe partea laterală și butoni pe „buză”. Bazinul are în partea inferioară un orificiu de scurgere. | Muzeul de Istorie și Arheologie, Tulcea                      | Cimec    |
|      | Iconiță              | Datare: secolul al XI-lea Descoperit: jud. TULCEA, com. Isaccea, Isaccea, cetatea Noviodunum Material: Realizată din steatit prin sculptare. | Iconiță, fragmentară, steatit, culoare verde deschis. Este redat în relief un personaj masculin, cu nimb, din care s-a păstrat partea superioară. Capul, cu părul buclat, cu ochii larg deschiși este ușor înclinat și întors spre dreapta. Fața prelungă, este încadrată de o mustață și barbă ascuțită ce cade în șuvițe. Personajul este îmbrăcat cu o mantie ce-i cade pe spate și care este prinsă la gât cu o fibulă rotundă. De sub mantie apare o armură, care indică un sfânt militar. Pe baza analogiilor cu descoperiri similare, personajul reprezentat pe iconița fragmentară de steatit este Sf. Theodor Tiron.                                           | Muzeul de Istorie și Arheologie, Tulcea                      | Cimec    |
|      | Colier               | Datare: secolele XI-XII Descoperit: jud. TULCEA, com. Isaccea, Isaccea, Isaccea Material: Realizate din chihlimbar. | Colier, compus din 25 mărgele bitronconice din chihlimbar, din care 18 sunt întregi, restul păstrându-se fragmentar. | Muzeul de Istorie și Arheologie, Tulcea                      | Cimec    |
|      | Medalion             | Datare: Prima jumătate a secolului al XIII-lea Descoperit: jud. TULCEA, com. Isaccea, Isaccea, cetatea Noviodunum Material: realizat din ceramică prin turnare în tipar                                                                                           | Medalion lucrat din lut fin și ocru, probabil realizat într-un tipar, înfățișează pe Sfinții Cosma și Damian acoperiți cu mantii, deasupra lor fiind reprezentat Sf. Duh. Acesta a fost confecționat din ceramică și are o formă triunghiulară, cu colțurile rotunjite. Cele două personaje masculine sunt reprezentate bust, cu figuri nimbate și barbă, ținând în mâna dreaptă un styllus și o carte în mâna stângă. Deasupra capetelor celor doi apare Sf. Duh. În partea de sus se observă, urmele unui orificiu de prindere. | Muzeul de Istorie și Arheologie, Tulcea                      | Cimec    |
|      | Statuetă             | Datare: mil. V a. Chr. Descoperit: jud. Tulcea, com. Crișan, Mila 23, Taraschina Material: os, tăiere, abraziune | Piesa se prezintă în stare fragmentară. Suportul a fost foarte probabil obținut prin extragerea unei baghete dintr-o diafiză de os lung aparținând unei specii de talie mare. Pe ambele laturi ale segmentului corespunzător feței au fost realizate câte trei perforații, în vreme ce pe trunchi a fost executată câte una. Pe una dintre laturile feței și pe o latură a trunchiului sunt prezente perforații ce au depășit limita suportului ieșind în afară. Trăsăturile feței au fost marcate prin patru gropițe foarte puțin adânci, dispuse oarecum în zig-zag și o incizie neregulată, umplute cu pământ ca urmare a șederii îndelungate în nivelul arheologic. | Muzeul de Istorie și Arheologie, Tulcea                      | Cimec    |
|      | Fibulă cu semidisc   | Datare: sec. IV p.Chr. Descoperit: jud. Tulcea, com. Ostrov, Ostrov, Beroe - Piatra Frecăței Material: argint; turnare | Fibulă din argint cu semidisc; pe spate se păstrează din sistemul de prindere resortul și urechiușa de prindere. | Muzeul de Istorie și Arheologie, Tulcea                      | Cimec    |
|      | Fibulă cu semidisc   | Datare: sec. IV - VI p.Chr. Descoperit: jud. Tulcea, com. Ostrov, Ostrov, Beroe Material: argint; turnare | Fibulă din argint cu semidisc care prezintă o prelungire pe mijloc; pe spate se păstrează sistemul de prindere, format din resort și ac din bronz. Pe semidisc, în parte superioară pe mijloc prezintă patru linii incizate. | Muzeul de Istorie și Arheologie, Tulcea                      | Cimec    |
|      | Sandale              | Datare: sec. II p.Chr. Descoperit: jud. Tulcea, com. Niculițel, Niculițel, Bădila Material: plută, piele | Pereche de sandale cu talpa din plută căptușită cu piele și cu șnururi din piele aurită. Ca ornament peste nodul făcut de curelușă se află un disc circular din piele acoperită cu foiță de aur. Discul este decorat prin incizare cu un motiv geometric ce redă o roată cu patru spițe, iar de pe cercul ei radiază linii în formă de raze. Acestea au forma alungită, cu vârf ascuțit. | Muzeul de Istorie și Arheologie, Tulcea                      | Cimec    |
|      | Foiță de aur         | Datare: sec. II p.Chr. Descoperit: jud. Tulcea, com. Niculițel, Niculițel, Niculițel Material: aur; ștanțare - "au repoussé" | Foița de aur este deformată și prezintă linii în relief realizate prin presare; ele formează patrulatere neregulate. | Muzeul de Istorie și Arheologie, Tulcea                      | Cimec    |
|      | Gladyus - mâner      | Datare: sec. II - IV p.Chr. Descoperit: jud. Tulcea, Tulcea, Str. Gloriei / Parc Monument, România SE Material: os; piesa realizată prin tăiere, șlefuire și perforare                                                                                            | Mânerul de sabie este confecționat din os un cu capăt circular, apucătoare ovală, gardă circulară turtită. | Muzeul de Istorie și Arheologie, Tulcea                      | Cimec    |
|      | Brățară              | Datare: sec. IV-VI p.Chr. Descoperit: jud. Tulcea, com. Ostrov, Ostrov, Beroe Material: argint; turnare | Brățară din argint, cu capetele libere, îngroșate în formă tronconică. | Muzeul de Istorie și Arheologie, Tulcea                      | Cimec    |
|      | Colier               | Datare: sec. II p.Chr. Descoperit: jud. Tulcea, com. Niculițel, Niculițel, Niculițel Bădila Material: agat; șlefuire | Colierul este compus din 17 mărgele fațetate de culoare neagră. Ele sunt realizate prin șlefuire în formă circulară și fațetate pe o lungime de 1,2 cm și cu o lățime de 0,7 cm. Grosimea fiecărei mărgele nu depășește 0,4 cm. | Muzeul de Istorie și Arheologie, Tulcea                      | Cimec    |
|      | Ac de păr            | Datare: sec. II p.Chr. Descoperit: jud. Tulcea, Isaccea, Isaccea Material: aur; trefilare, turnare, lipire la cald | Ac de păr din aur; prezintă tija lungă (din aur), groasă, terminată cu un bulb din sârmulițe cu nodozități. | Muzeul de Istorie și Arheologie, Tulcea                      | Cimec    |
|      | Cataramă             | Datare: sec. V-VI p.Chr. Descoperit: jud. Tulcea, com. Ostrov, Ostrov, Beroe - Piatra Frecăței Material: os; tăiere, lustruire | Cataramă din os, de mici dimensiuni în formă "heraldică" cu cruce decupată; sistemul de prindere era realizat prin trei nituri, din care doar două se păstrează. | Muzeul de Istorie și Arheologie, Tulcea                      | Cimec    |
|      | Ac de păr            | Datare: sec. II p.Chr. Descoperit: jud. Tulcea, Isaccea, Isaccea Material: bronz; turnare | Ac de păr din bronz turnat. A fost asamblat prin nituire. Are formă de liră și prezintă o plăcuță din bronz, foarte fragilă. | Muzeul de Istorie și Arheologie, Tulcea                      | Cimec    |
|      | Pandantiv            | Datare: sec. IV p.Chr. Descoperit: jud. Tulcea, com. Ostrov, Ostrov, Beroe Piatra Frecăței Material: argint; turnare | Pandativ din argint, tip lunulă, fără decor. | Muzeul de Istorie și Arheologie, Tulcea                      | Cimec    |
|      | Bol                  | Datare: sec. II p.Chr. Descoperit: jud. Tulcea, Isaccea, Isaccea Material: argint; turnare | Bol cu pereți dubli din argint, ornamentat în interior cu registre de palmete realizate în tehnica "au répaussé". | Muzeul de Istorie și Arheologie, Tulcea                      | Cimec    |
|      | Aplică               | Datare: sec. II p.Chr. Descoperit: jud. Tulcea, Isaccea Material: argint; turnare | Aplică din argint realizată prin turnare în forma a două arce unite prin părțile lor conexe. Se mai păstrează niturile de prindere. | Muzeul de Istorie și Arheologie, Tulcea                      | Cimec    |
|      | Aplică de cataramă   | Datare: sec. II p.Chr. Descoperit: jud. Tulcea, Isaccea, Noviodunum necropolă Material: aramă, argint; turnare | Aplică de catarmă, cu decor realizat din motive spiralice și linii drepte dispuse de o parte și de alta a unei tije, aproximativ simetrice; la capătul intern a trei spirale se mai păstrează niturile. | Muzeul de Istorie și Arheologie, Tulcea                      | Cimec    |
|      | Aplică de cataramă   | Datare: sec. II p.Chr. Descoperit: jud. Tulcea, Isaccea, Isaccea Material: aramă, argint / turnare | Aplică fragmentară de cataramă, cu decor aproximativ simetric ce se desfășoară de o parte și de alta a unei tije drepte. Motivele ce alcătuiesc decorul sunt liniile frânte și spiralele. | Muzeul de Istorie și Arheologie, Tulcea                      | Cimec    |
|      | Cataramă             | Datare: sec II p.Chr. Descoperit: jud. Tulcea, Isaccea, Isaccea Material: aramă, argint; turnare | Cataramă din argint în aliaj cu aramă, turnată, alcătuită din aplică și sistemul de prindere propriu-zis. Decorul redă un motiv vegetal-spiralic. Aplica are formă ovală. | Muzeul de Istorie și Arheologie, Tulcea                      | Cimec    |
|      | Aplică de cataramă   | Datare: sec. II p.Chr. Descoperit: jud. Tulcea, Isaccea, Noviodunum necropolă Material: aramă, argint; turnare | Aplică de cataramă realizată prin turnare. Decorul redă un motiv vegetal. Pe spate se mai păstrează nituri de prindere. | Muzeul de Istorie și Arheologie, Tulcea                      | Cimec    |
|      | Aplică de cataramă   | Datare: sec. II p.Chr. Descoperit: jud. Tulcea, Isaccea, Cetatea Noviodunum Material: argint; turnare | Aplică de cataramă din argint realizată prin turnare. Decorul este realizat din motive vegetale care se desfășoară din centru. Două laturi din cele trei sunt legate de o parte a sistemului de prindere a cataramei. | Muzeul de Istorie și Arheologie, Tulcea                      | Cimec    |
|      | Aplică               | Datare: sec. II p.Chr. Descoperit: jud. Tulcea, Isaccea Material: argint; turnare | Aplică turnată cu motive spiralice ce se desfășoară din zona centrală (motivul valului grecesc). Se mai păstrează cele trei nituri de prindere. | Muzeul de Istorie și Arheologie, Tulcea                      | Cimec    |
|      | Cataramă             | Datare: sec. II p.Chr. Descoperit: jud. Tulcea, Isaccea, Cetatea Noviodunum Material: argint; turnare | Aplică din argint, realizată prin turnare. Are o formă ovală; decorul este încadrat de un chenar ce urmărește forma ovală a aplicii. Motivul decorului este realizat din elemente rotunjite ce redau două semilune. | Muzeul de Istorie și Arheologie, Tulcea                      | Cimec    |
|      | Cercel               | Datare: sec. II p.Chr. Descoperit: jud. Tulcea, Isaccea, Isaccea Material: aur; batere | Cercel din aur cu o tortiță în forma de S cu un capăt întors și celalalt care se termină cu un disc sudat pe o bară; la capătul discului are un pandantiv și o mărgică gri. | Muzeul de Istorie și Arheologie, Tulcea                      | Cimec    |
|      | Cercel               | Datare: sec. II p.Chr. Descoperit: jud. Tulcea, Isaccea, Isaccea Material: aur; batere, lipire | Cercel din aur cu tortiță în formă de S, în partea de jos se termină cu un disc sudat pe o bară; la capătul discului are un pandantiv. | Muzeul de Istorie și Arheologie, Tulcea                      | Cimec    |
|      | Cercel               | Datare: sec. IV p.Chr. (a II-a jumătate) Descoperit: jud. Tulcea, Isaccea, Isaccea Material: aur; turnare | Cercei din aur în formă de clopot; constau dintr-o toartă cu capetele legate și îndoite la care se adaugă o a doua parte în formă conică, având în partea de jos o piatră din agat. | Muzeul de Istorie și Arheologie, Tulcea                      | Cimec    |
|      | Cercel               | Datare: sec. II-III p.Chr. Descoperit: jud. Tulcea, Isaccea Material: aur/sârmă, răsucire | Cercel din aur; prezintă verigă torsionată, prinsă de un disc oval realizat în spirală (pereche). | Muzeul de Istorie și Arheologie, Tulcea                      | Cimec    |
|      | Cercel               | Datare: sec. II-III p.Chr. Descoperit: jud. Tulcea, Isaccea, Isaccea Material: aur; sârmă, răsucire | Cercel din aur; prezintă verigă torsionată, prinsă de un disc oval realizat în spirală. | Muzeul de Istorie și Arheologie, Tulcea                      | Cimec    |
|      | Cercel               | Datare: sec. II-III p.Chr. Descoperit: jud. Tulcea, Isaccea, Isaccea Material: aur; batere, lipire | Cercel din aur (care este perechea celui cu nr. de inventar 24.526) are disc și pandantiv mobil din sârmă de aur. | Muzeul de Istorie și Arheologie, Tulcea                      | Cimec    |
|      | Cercel               | Datare: sec. II-III p.Chr. Descoperit: jud. Tulcea, Isaccea, Isaccea Material: aur; batere, lipire | Cercel de aur cu disc și pandantiv mobil din sârmă de aur. Discul este strâmbat. | Muzeul de Istorie și Arheologie, Tulcea                      | Cimec    |
|      | Cercel               | Datare: sec. II p.Chr. Descoperit: Bădila/Niculițel, România SE Material: aur; lipire, ciocănire și cizelare | Cercel aur - cu disc lipit de verigă și pandantiv de aur. | Muzeul de Istorie și Arheologie, Tulcea                      | Cimec    |
|      | Cercel               | Datare: sec. II -III p.Chr. Descoperit: jud. Tulcea, com. Turcoaia, Turcoaia, Troesmis Material: aur, rubin; turnare | Cercel din aur ce are prins pe verigă un disc pe care este încastrat un rubin. Tot de verigă este atârnat un pandantiv. | Muzeul de Istorie și Arheologie, Tulcea                      | Cimec    |
|      | Cercel               | Datare: sec. II p.Chr. Descoperit: jud. Tulcea, Isaccea, Isaccea Material: aur; batere, lipire | Cercei (pereche) din aur; au lipită de tortița în forma de "S" o formă discoidală cu diametru de 0, 9 cm; de sub această tortiță pornește o scurtă prelungire - "pandantiv" de 1,3 cm. | Muzeul de Istorie și Arheologie, Tulcea                      | Cimec    |
|      | Cercel               | Datare: sec. II p.Chr. Descoperit: jud. Tulcea, com. Ostrov, Ostrov, Frecăței - Beroe Material: aur; trefilare, lipire | Cercel din aur cu verigă groasă pe care este lipit un disc; pe disc sunt dispuse două cercuri concentrice alcătuite din perle. | Muzeul de Istorie și Arheologie, Tulcea                      | Cimec    |
|      | Cercel               | Datare: sec. II p.Chr. Descoperit: jud. Tulcea, com. Niculițel, Niculițel, Niculițel-Bădila Material: aur; lipire, ciocănire, cizelare | Cercel din aur cu verigă aproximativ circulară de care este agățat un pandantiv mobil și un disc decorat cu două cercuri concentrice perlate, din mijlocul cărora pornește un bolț nituit la capăt ce pare a fi fost susținătorul unor elemente ce completau decorația și care s-au distrus. | Muzeul de Istorie și Arheologie, Tulcea                      | Cimec    |
|      | Cercel               | Datare: sec. IV p.Chr. Descoperit: jud. Tulcea, com. Ostrov, Beroe Material: aur; sârmă | Cercel aur - verigă din sârmă cu pandantiv. | Muzeul de Istorie și Arheologie, Tulcea                      | Cimec    |
|      | Cercel               | Datare: sec. II-III p.Chr. Descoperit: jud. Tulcea, Isaccea, Isaccea Noviodunum, România; Dobrogea Material: aur; batere, lipire | Cercel din aur are o tijă cu un capăt întors în formă de S, iar celălalt capăt cu un disc sudat pe bară; la unul din capete se află un pandativ. La punctul de sudura are patru granule. | Muzeul de Istorie și Arheologie, Tulcea                      | Cimec    |
|      | Cercel               | Datare: sec. II p.Chr. Descoperit: jud. Tulcea, Tulcea, Isaccea Material: aur; batere, ștanțare, lipire | Cercei din aur (pereche): a) partea lipită de veriga de prindere are formă ovoidală cu decor în frunzulițe, de care atârnă un pandantiv în formă de umbreluță închisă; b) perechea celui prezentat mai sus are aproximativ caracteristici similare, deosebirile sunt legate de prezența reliefurilor pe marginea "frunzuliței" și baterea "umbreluței" care nu mai prezintă urme în relief. | Muzeul de Istorie și Arheologie, Tulcea                      | Cimec    |
|      | Inel                 | Datare: sec. II p.Chr. Descoperit: jud. Tulcea, Isaccea, Isaccea Material: aur; turnare | Inel aur cu chaton oval, verigă subțire, montură piatră albastră. | Muzeul de Istorie și Arheologie, Tulcea                      | Cimec    |
|      | Inel                 | Datare: sec. II p.Chr. Descoperit: jud. Tulcea, Tulcea, Isaccea Material: aur; turnare | Inel de aur masiv, verigă groasă, chaton oval cu piatră neagră. | Muzeul de Istorie și Arheologie, Tulcea                      | Cimec    |
|      | Inel                 | Datare: sec. II p.Chr. Descoperit: jud. Tulcea, Isaccea, Isaccea Material: aur; turnare | Inel aur prevăzut cu intalie, piatră neagră de formă ovală cu diametrele de 0,7 cm si 0,9 cm. | Muzeul de Istorie și Arheologie, Tulcea                      | Cimec    |
|      | Inel                 | Datare: sec. II p.Chr. Descoperit: jud. Tulcea, Isaccea, Isaccea Material: aur; batere, incizare | Inelul din aur reprezintă un șarpe înfășurat în spirală; este decorat prin incizare pentru a reda decorul pielii. | Muzeul de Istorie și Arheologie, Tulcea                      | Cimec    |
|      | Inel                 | Datare: sec. II p.Chr. Descoperit: jud. Tulcea, com. Niculițel, Niculițel, Niculițel-Bădila Material: aur, piatră; turnare | Inel din aur cu montură din piatră roșie, ovală, cu dimensiunea de 0,7x 0,5 cm; în interior este redat un delfin. | Muzeul de Istorie și Arheologie, Tulcea                      | Cimec    |
|      | Inel                 | Datare: sec. II p.Chr. Descoperit: jud. Tulcea, Isaccea, Isaccea Material: aur, rubin; montură | Inelul din aur cu o verigă lată, montură "lacrimă", cu piatră de rubin. | Muzeul de Istorie și Arheologie, Tulcea                      | Cimec    |
|      | Inel                 | Datare: sec. II p.Chr. Descoperit: jud. Tulcea, Isaccea, Isaccea Material: aur; batere | Inel din aur, simplu, ușor turtit, chaton lățit cu montură fără piatră. | Muzeul de Istorie și Arheologie, Tulcea                      | Cimec    |
|      | Inel                 | Datare: sec. II p.Chr. Descoperit: jud. Tulcea, Isaccea, Isaccea Material: aur; turnare | Inel din aur cu o verigă mică din bandă groasă care se lățește spre chaton, pe care se află o piatră albastră. | Muzeul de Istorie și Arheologie, Tulcea                      | Cimec    |
|      | Gemă                 | Datare: sec. II - III p.Chr. Descoperit: jud. Tulcea, Isaccea, Isaccea Material: onix roșu; gravare | Gema are o compoziție gnostică; în partea centrală este gravat un copac încolăcit de un șarpe gros. În stânga, un țap ridicat în două picioare urmărește să ajungă la frunzele de pe crengile copacului. În partea dreaptă a imaginii a fost gravat un cocoș de mari dimensiuni, orientat spre stânga. | Muzeul de Istorie și Arheologie, Tulcea                      | Cimec    |
|      | Minerva              | Datare: sec. I-II p.Chr. Descoperit: jud. Tulcea, com. Turcoaia, Turcoaia, Troesmis Material: jaspis roșu; gravare | Gemă are reprezentată pe Minerva (Atena). Zeița este reprezentată în picioare, văzută din față cu capul întors spre stânga. Pe cap poartă coif, sub care buclele părului se prelungesc sub marginile lui. Pliurile chitonului și himatonului sunt direcționate în același realism tradițional. În mâna dreaptă ține scutul și lancea, iar în cea stângă, întinsă în față, ține un bol sau o cupă. | Muzeul de Istorie și Arheologie, Tulcea                      | Cimec    |
|      | Mercur               | Datare: sec. I-II p.Chr. Descoperit: jud. Tulcea, Isaccea, Isaccea Material: cornalină roșie; șlefuire, gravare | Gema îl redă pe Mercur (Hermes). Zeul este realizat nud, în picioare, văzut din față, mergând spre stânga. Capul, în profil, cu privirea spre stânga. Pe cap poartă o cunună. Brațul stâng, întins în față, ține punga, iar cel drept poartă înfășurată hlamida și se sprijină pe caduceu. La călcâie se conturează forma aripioarelor. | Muzeul de Istorie și Arheologie, Tulcea                      | Cimec    |
|      | Orfeu ucis de menade | Datare: sec. III p.Chr. Descoperit: jud. Tulcea, Isaccea, Isaccea Material: sardonix roșu; gravare | Gema îl reprezintă pe Orfeu ucis de menade. Eroul este redat în picioare, puțin în lateral, cu capul întors spre stânga. Corpul îi este străpuns de o suliță și o lance. Este îmbrăcat cu o mantie lungă din voal și drapată. | Muzeul de Istorie și Arheologie, Tulcea                      | Cimec    |
|      | Colier               | Datare: sec. II - III p.Chr. Descoperit: jud. Tulcea, Isaccea, Isaccea Material: aur - piatră semiprețioasă; turnare, șlefuire, perforare | Colier constituit din 12 bobițe de aur alternând cu 11 pietre semiprețioase de culoare verde, îmbinarea se realizează pe un lanț din sârmă. | Muzeul de Istorie și Arheologie, Tulcea                      | Cimec    |
|      | Colier               | Datare: sec. II p.Chr. Descoperit: jud. Tulcea, Isaccea, Isaccea Material: aur; batere, lipire | Lanț aur format din 29 de jumătăți de sferă din foiță lipită de zale; una este dezlipită și două lipsă de la descoperire; închizătoarea lipsă. | Muzeul de Istorie și Arheologie, Tulcea                      | Cimec    |
|      | Colier               | Datare: sec. II - III p.Chr. Școală: local Descoperit: jud. Tulcea, com. Turcoaia, Turcoaia, Troesmis Material: aur/bobițe de aur realizate prin batere, prinse pe un lanț din sârmă                                                                              | Colier din aur format din 19 bobițe de aur prinse între ele printr-un lănțișor din sârmă. | Muzeul de Istorie și Arheologie, Tulcea                      | Cimec    |
|      | Lănțișor             | Datare: sec. II-III p.Chr. Descoperit: jud. Tulcea Material: aur | Lănțișor din aur constituit din 14 fragmente împletite, îmbinate prin bare constituite dintr-un fir de sârmă terminată în verigă. Barele din sârmă erau probabil îmbrăcate cu mărgele (s-a păstrat una singură la un capăt al lanțului). | Muzeul de Istorie și Arheologie, Tulcea                      | Cimec    |
|      | Pandantiv            | Datare: sec. II p.Chr. Descoperit: jud. Tulcea, Isaccea, Isaccea Material: aur; turnare | Pandantiv din aur de formă tronconică cu lungimea de 7 cm, continuând în interior un obiect gnostic. În partea superioară prezintă sistemul de agățare deformat. | Muzeul de Istorie și Arheologie, Tulcea                      | Cimec    |
|      | Pandantiv            | Datare: sec. IV p.Chr. Descoperit: jud. Tulcea, com. Mihai Bravu, Mihai Bravu Material: aur, scoică; batere și montare a unei scoici | Pandantiv din aur de formă concavă, în interior fiind încastrată o scoică. | Muzeul de Istorie și Arheologie, Tulcea                      | Cimec    |
|      | Măciuca lui Hercules | Datare: sec. II p.Chr. Descoperit: jud. Tulcea, com. Niculițel, Tulcea, Niculițel Bădila Material: aur; batere | Pandantiv de formă tronconică cu diametrul de 0,5 și 0,9 cm cu o lungime de 5 cm și o greutate de 5,98 g. Suprafața este împărțită în 8 foițe longitudinale care se termină spre capătul superior cu o bandă circulară cu 3 caneluri. Elementul arhitectural joacă rolul de suport al inelului de prindere din capătul bijuteriei. În capătul inferior a fost fixată o montură din piatră tronconică de culoare verde. Pandantivul ornamentat prin granulare - muguri de lotus. | Muzeul de Istorie și Arheologie, Tulcea                      | Cimec    |
|      | Broșă                | Datare: sec. II p.Chr. Descoperit: jud. Tulcea, Isaccea, Isaccea Material: aur; turnare, lipire | Broșa cu ancadrament din aur de formă ovală, cu decor aplicat din lănțișor și bobițe. Pe spate păstrează patru cârlige de la sistemul de prindere. În interior se afla încastrată o piatră neidentificată. | Muzeul de Istorie și Arheologie, Tulcea                      | Cimec    |
|      | Fibulă zoomorfă      | Datare: sec.II p.Chr. Descoperit: jud. Tulcea, Isaccea, Isaccea Material: aur; turnare | Fibulă zoomorfă din aur; reprezintă un câine (ogar) în alergare; are ac de prindere pe spate. | Muzeul de Istorie și Arheologie, Tulcea                      | Cimec    |
|      | Cataramă             | Datare: sec. VIII p.Chr. Descoperit: jud. Tulcea, com. Ostrov, Ostrov, Beroe Piatra Frecăței Material: argint; turnare | Cataramă de argint de tipul Histria-Beroe 2. Are două rozete mobile dispuse de o parte și de alta a limbii de prindere. Petre Aurelian a publicat catarama ca fiind din bronz. | Muzeul de Istorie și Arheologie, Tulcea                      | Cimec    |
|      | Cataramă             | Datare: sec. VI - VII p.Chr. Descoperit: jud. Tulcea, com. Ostrov, Ostrov, Beroe - Piatra Frecăței Material: argint; turnare | Cataramă din argint, cu placă fixă, de tip II A - Beroe. | Muzeul de Istorie și Arheologie, Tulcea                      | Cimec    |
|      | Diademă              | Datare: sec. IV-VI p.Chr. Descoperit: jud. Tulcea, com. Ostrov, Ostrov, Beroe Piatra Frecăței Material: aur; batere | Diadema din frunzulițe din aur, unele în stare fragmentară, iar trei intregi. Acestea au suprafață neregulată și provin probabil de la o diademă. | Muzeul de Istorie și Arheologie, Tulcea                      | Cimec    |
|      | Aplică               | Datare: sec. II p.Chr. Descoperit: jud. Tulcea, Isaccea Material: argint; turnare | Aplică din argint realizată prin turnare. Prezintă două bucle la partea inferioară și nituri de prindere. | Muzeul de Istorie și Arheologie, Tulcea                      | Cimec    |
|      | Vas globular         | Descoperit: jud. Tulcea, com. Beidaud, Beidaud, La Grădină Material: vas, lut, modelat manual | Vas de culoare brună-cenușie cu slip lustruit. Are buza dreaptă, gât scurt, cilindric, corp globular și ușor tras în patru colțuri. Este decorat pe corp cu motive geometrice. | Institutul de Cercetări Eco-Muzeale „Gavrilă Simion”, Tulcea | Cimec    |

## Fond
| Foto | Informații generale         | Detalii tehnice | Descriere | Deținător                                                    | Legături |
| ---- | --------------------------- | --- | --- | ------------------------------------------------------------ | -------- |
|      | Figurină antropomorfă       | Datare: a doua jumătate a mileniului V a.Chr. Descoperit: jud. TULCEA, com. LUNCAVIȚA, LUNCAVIȚA, Cetățuia Material: Confecționată din os prin aplicarea unei game variate de tehnici. | Piesa reprezintă un fragment din partea inferioară a unei figurine antropomorfe plate. Exemplarul nu are picioarele marcate, fiind prevăzut, în schimb, cu 13 puncte adâncite, realizate prin perforare rotativă, dispuse asimetric, în zona bazinului. În partea sa superioară prezintă urmele unei spărturi ce a determinat, probabil, desprinderea părții pierdute a figurinei. | Institutul de Cercetări Eco-Muzeale „Gavrilă Simion”, Tulcea | Cimec    |
|      | Astragal                    | Datare: mileniul V a. Chr. Descoperit: jud. TULCEA, com. LUNCAVIȚA, LUNCAVIȚA, Cetățuia Material: Piesa a fost utilizată în formă naturală.                                            | Suportul a fost utilizat în formă naturală. Suprafața folosită s-a aplatizat. | Institutul de Cercetări Eco-Muzeale „Gavrilă Simion”, Tulcea | Cimec    |
|      | Astragal                    | Datare: mileniul V a. Chr. Descoperit: jud. TULCEA, com. LUNCAVIȚA, LUNCAVIȚA, Cetățuia Material: Piesa a fost utilizată în formă naturală.                                            | Suportul a fost utilizat în formă naturală. Suprafața folosită s-a aplatizat. | Institutul de Cercetări Eco-Muzeale „Gavrilă Simion”, Tulcea | Cimec    |
|      | Astragal                    | Datare: mileniul V a. Chr. Descoperit: jud. TULCEA, com. LUNCAVIȚA, LUNCAVIȚA, Cetățuia Material: Piesa a fost utilizată în formă naturală.                                            | Suportul a fost utilizat în formă naturală. Suprafața folosită s-a aplatizat. | Institutul de Cercetări Eco-Muzeale „Gavrilă Simion”, Tulcea | Cimec    |
|      | Lamă cu retușe              | Datare: mileniul V a.Chr. Descoperit: jud. TULCEA, com. MALIUC, MALIUC, Taraschina Material: Piesa a fost confecționată din silex prin retușare.                                       | Piesa constituie un fragment median de lamă retușată marginal. Lama a fost debitată dintr-un silex maroniu, ce prezintă pe alocuri pete roșiatice. Una dintre margini a fost parțial retușată, acest demers conducând la îngustarea lățimii sale pe respectivul segment. | Institutul de Cercetări Eco-Muzeale „Gavrilă Simion”, Tulcea | Cimec    |
|      | Farfurie                    | Datare: secolul al XIII-lea Descoperit: jud. TULCEA, com. Sarichioi, Enisala, cetatea Enisala Material: Realizată din ceramică prin modelare la roată.                                 | Farfurie realizată din ceramică, pastă roșie, smalț verzui, cu buza evidențiată printr-o bandă de smalț verde închis. Decorată cu linii concentrice incizate. | Muzeul de Istorie și Arheologie, Tulcea                      | Cimec    |
|      | Lamă                        | Datare: mil. V a. Chr. Descoperit: jud. Tulcea, com. Carcaliu, Carcaliu, Vadu Mare Material: silex, cioplire, retușare                                                                 | Piesa este confecționată dintr-un silex cafeniu deschis. Are un profil triunghiular, iar laturile prezintă scobituri retușate (encoches). Partea proximală a fost spartă, păstrându-se doar cea distală. | Muzeul de Istorie și Arheologie, Tulcea                      | Cimec    |
|      | Nucleu fusiform             | Datare: mil. V a. Chr. Descoperit: jud. Tulcea, com. Carcaliu, Carcaliu, Vadu Mare Material: silex, cioplire, retușare                                                                 | Piesa este confecționată dintr-un silex cenușiu. Are o formă oval alungită, pe laturile sale fiind vizibile urmele provocate prin desprinderea unor suporturi pentru piese. | Muzeul de Istorie și Arheologie, Tulcea                      | Cimec    |
|      | Lamă                        | Datare: mil. V a. Chr. Descoperit: jud. Tulcea, com. Carcaliu, Carcaliu, Vadu Mare Material: silex, cioplire, retușare                                                                 | Piesa este confecționată dintr-un silex negru. Are un profil triunghiular, iar laturile prezintă scobituri retușate (encoches). Piesa a fost spartă atât în partea proximală, cât și în cea distală. | Muzeul de Istorie și Arheologie, Tulcea                      | Cimec    |
|      | Gratoar convex              | Datare: mil. V a. Chr. Descoperit: jud. Tulcea, com. Carcaliu, Carcaliu, Vadu Mare Material: silex, cioplire, retușare                                                                 | Piesa este confecționată dintr-un silex negru. Are un profil trapezoidal, pe una din laturi fiind realizate scobituri retușate (encoches), pe când cealaltă păstrează forma naturală a rocii. | Muzeul de Istorie și Arheologie, Tulcea                      | Cimec    |
|      | Lamă                        | Datare: mil. V a. Chr. Descoperit: jud. Tulcea, com. Carcaliu, Carcaliu, Vadu Mare Material: silex, cioplire, retușare                                                                 | Piesa este confecționată dintr-un silex cafeniu închis și are un profil triunghiular. Atât partea distală cât și cea proximală s-au spart, păstrându-se doar cea mediană. | Muzeul de Istorie și Arheologie, Tulcea                      | Cimec    |
|      | Gratoar pe lamă             | Datare: mil. V a. Chr. Descoperit: jud. Tulcea, com. Carcaliu, Carcaliu, Vadu Mare Material: silex, cioplire, retușare                                                                 | Piesa este confecționată dintr-un silex cafeniu închis. Are un profil trapezoidal, pe laturi fiind realizate scobituri retușate (encoches). | Muzeul de Istorie și Arheologie, Tulcea                      | Cimec    |
|      | Gratoar pe lamă             | Datare: mil. V a. Chr. Descoperit: jud. Tulcea, com. Carcaliu, Carcaliu, Vadu Mare Material: silex, cioplire, retușare                                                                 | Piesa este confecționată dintr-un silex negru. Are un profil trapezoidal, iar laturile prezintă scobituri retușate (encoches). | Muzeul de Istorie și Arheologie, Tulcea                      | Cimec    |
|      | Gratoar convex              | Datare: mil. V a. Chr. Descoperit: jud. Tulcea, com. Carcaliu, Carcaliu, Vadu Mare Material: silex, cioplire, retușare                                                                 | Piesa este confecționată dintr-un silex cafeniu deschis. Are un profil trapezoidal, pe una din laturi fiind realizate scobituri retușate (encoches). | Muzeul de Istorie și Arheologie, Tulcea                      | Cimec    |
|      | Gratoar convex              | Datare: mil. V a. Chr. Descoperit: jud. Tulcea, com. Carcaliu, Carcaliu, Vadu Mare Material: silex, cioplire, retușare                                                                 | Piesa este confecționată dintr-un silex cafeniu închis. Are un profil trapezoidal, pe laturi fiind realizate scobituri retușate (encoches). | Muzeul de Istorie și Arheologie, Tulcea                      | Cimec    |
|      | Gratoar pe lamă             | Datare: mil. V a. Chr. Descoperit: jud. Tulcea, com. Carcaliu, Carcaliu, Vadu Mare Material: silex, cioplire, retușare                                                                 | Piesa este confecționată dintr-un silex cafeniu închis. Are un profil trapezoidal, iar laturile prezintă scobituri retușate (encoches). | Muzeul de Istorie și Arheologie, Tulcea                      | Cimec    |
|      | Gratoar pe lamă             | Datare: mil. V a. Chr. Descoperit: jud. Tulcea, com. Carcaliu, Carcaliu, Vadu Mare Material: silex, cioplire, retușare                                                                 | Piesa este confecționată dintr-un silex cafeniu deschis. Are un profil triunghiular, pe laturi fiind realizate scobituri retușate (encoches). | Muzeul de Istorie și Arheologie, Tulcea                      | Cimec    |
|      | Burin                       | Datare: mil. V a. Chr. Descoperit: jud. Tulcea, com. Carcaliu, Carcaliu, Vadu Mare Material: silex, cioplire, retușare                                                                 | Piesa este confecționată dintr-un silex cafeniu. Are un profil triunghiular, iar laturile prezintă scobituri retușate (encoches). | Muzeul de Istorie și Arheologie, Tulcea                      | Cimec    |
|      | Lamă                        | Datare: mil. V a. Chr. Descoperit: jud. Tulcea, com. Carcaliu, Carcaliu, Vadu Mare Material: silex, cioplire, retușare                                                                 | Piesa este confecționată dintr-un silex cafeniu deschis. Are un profil triunghiular, iar laturile prezintă scobituri retușate (encoches). | Muzeul de Istorie și Arheologie, Tulcea                      | Cimec    |
|      | Lamă                        | Datare: mil. V a. Chr. Descoperit: jud. Tulcea, com. Carcaliu, Carcaliu, Vadu Mare Material: silex, cioplire, retușare                                                                 | Piesa este confecționată dintr-un silex cafeniu deschis. Are un profil triunghiular, pe laturi fiind vizibile urmele utilizării, prin existența unor mici spărturi. | Muzeul de Istorie și Arheologie, Tulcea                      | Cimec    |
|      | Lamă                        | Datare: mil. V a. Chr. Descoperit: jud. Tulcea, com. Carcaliu, Carcaliu, Vadu Mare Material: silex, cioplire, retușare                                                                 | Piesa este confecționată dintr-un silex cafeniu deschis. Are un profil triunghiular, iar una din laturi prezentând scobituri retușate (encoches). | Muzeul de Istorie și Arheologie, Tulcea                      | Cimec    |
|      | Lamă                        | Datare: mil. V a. Chr. Descoperit: jud. Tulcea, com. Carcaliu, Carcaliu, Vadu Mare Material: silex, cioplire, retușare                                                                 | Piesa este confecționată dintr-un silex cafeniu deschis. Are un profil triunghiular și o formă curbată. | Muzeul de Istorie și Arheologie, Tulcea                      | Cimec    |
|      | Lamă                        | Datare: mil. V a. Chr. Descoperit: jud. Tulcea, com. Carcaliu, Carcaliu, Vadu Mare Material: silex, cioplire, retușare                                                                 | Piesa este confecționată dintr-un silex negru și are un profil triunghiular. Partea proximală s-a spart, păstrându-se doar părțile mediană și distală. | Muzeul de Istorie și Arheologie, Tulcea                      | Cimec    |
|      | Gratoar pe lamă             | Datare: mil. V a. Chr. Descoperit: jud. Tulcea, com. Carcaliu, Carcaliu, Vadu Mare Material: silex, cioplire, retușare                                                                 | Piesa este confecționată dintr-un silex cafeniu deschis. Are un profil trapezoidal, pe laturi fiind realizate scobituri retușate (encoches). | Muzeul de Istorie și Arheologie, Tulcea                      | Cimec    |
|      | Lamă                        | Datare: mil. V a. Chr. Descoperit: jud. Tulcea, com. Carcaliu, Carcaliu, Vadu Mare Material: silex, debitaj, percuție indirectă                                                        | Piesa se prezintă în stare bună de conservare. A fost confecționată dintr-un silex maroniu cu incluziuni albe. Profilul transversal este trapezoidal neregulat, iar cel longitudinal arcuit. Atât cele două margini cât și cele două extremități au fost retușate. | Muzeul de Istorie și Arheologie, Tulcea                      | Cimec    |
|      | Lamă                        | Datare: mil. V a. Chr. Descoperit: jud. Tulcea, com. Carcaliu, Carcaliu, Vadu Mare Material: silex, debitaj, percuție indirectă                                                        | Piesa se prezintă în stare bună de conservare. A fost confecționată dintr-un silex maroniu cu incluziuni albe. Profilul transversal este triunghiular neregulat. Cele două margini au fost retușate. | Muzeul de Istorie și Arheologie, Tulcea                      | Cimec    |
|      | Gratoar pe lamă             | Datare: mil. V a. Chr. Descoperit: jud. Tulcea, com. Nalbant, Trestenic Material: silex, debitaj, percuție                                                                             | Piesa se prezintă într-o stare precară de conservare. A fost confecționată dintr-un silex maroniu. Frontul a fost retușat pentru a constitui parte activă a unui gratoar. Ulterior a fost folosit ca piesă intermediară în cadrul unor activități ce au presupus percutarea cu forță, ceea ce a condus la deteriorarea sa. | Muzeul de Istorie și Arheologie, Tulcea                      | Cimec    |
|      | Lamă                        | Datare: mil. V a. Chr. Descoperit: jud. Tulcea, com. Nalbant, Trestenic Material: silex, debitaj, percuție                                                                             | Piesa se prezintă în stare fragmentară. A fost confecționată dintr-un silex maroniu deschis cu mici pete maronii. Ambele margini au fost retușate și prezintă un grad ridicat de lustru. | Muzeul de Istorie și Arheologie, Tulcea                      | Cimec    |
|      | Vârf de săgeată             | Datare: mil. V a. Chr. Descoperit: jud. Tulcea, com. Nalbant, Trestenic Material: silex, debitaj, percuție                                                                             | Piesa se prezintă în stare bună. A fost confecționată dintr-un silex cenușiu deschis cu incluziuni de culoare albă întrerupt de pete roșiatice. Are o formă triunghiulară cu baza ușor concavă. Ambele fețe au fost retușate. | Muzeul de Istorie și Arheologie, Tulcea                      | Cimec    |
|      | Lamă                        | Datare: mil. V a. Chr. Descoperit: jud. Tulcea, com. Nalbant, Trestenic Material: silex, debitaj, percuție                                                                             | Piesa se prezintă în stare fragmentară. Extremitatea distală nu s-a păstrat. A fost confecționată dintr-un silex maroniu cu incluziuni albe. Una dintre margini a fost parțial retușată. | Muzeul de Istorie și Arheologie, Tulcea                      | Cimec    |
|      | Gratoar pe lamă             | Datare: mil. V a. Chr. Descoperit: jud. Tulcea, com. Nalbant, Trestenic Material: silex, debitaj, percuție                                                                             | Piesa se prezintă în stare bună. A fost confecționată dintr-un silex maroniu cu incluziuni de culoare albă. Lama are un profil transversal trapezoidal. Ambele extremități și una dintre margini au fost retușate. | Muzeul de Istorie și Arheologie, Tulcea                      | Cimec    |
|      | Gratoar pe lamă             | Datare: mil. V a. Chr. Descoperit: jud. Tulcea, com. Nalbant, Trestenic Material: silex, debitaj, percuție                                                                             | Piesa se prezintă în stare fragmentară, lipsind extremitatea proximală. A fost confecționată dintr-un silex maroniu. Profilul transversal al lamei este trapezoidal. Frontul a fost retușat. Marginile sunt puternic tocite. | Muzeul de Istorie și Arheologie, Tulcea                      | Cimec    |
|      | Lamă                        | Datare: mil. V a. Chr. Descoperit: jud. Tulcea, com. Nalbant, Trestenic Material: silex, debitaj, percuție                                                                             | Piesa se prezintă în stare bună. A fost confecționată dintr-un silex maroniu. Lama are un profil transversal trapezoidal. Ambele margini au fost retușate. Una dintre margini este tocită și prezintă un lustru puternic. Este posibil ca această piesă să fi funcționat ca și componentă a unei seceri. | Muzeul de Istorie și Arheologie, Tulcea                      | Cimec    |
|      | Gratoar pe lamă             | Datare: mil. V a. Chr. Descoperit: jud. Tulcea, com. Nalbant, Trestenic Material: silex, debitaj, percuție                                                                             | Piesa se prezintă în stare fragmentară, lipsind extremitatea proximală. A fost confecționată dintr-un silex maroniu. Profilul transversal al lamei este trapezoidal. Frontul a fost retușat. Pe margini se observă retușe de utilizare. | Muzeul de Istorie și Arheologie, Tulcea                      | Cimec    |
|      | Lamă cu trunchiere          | Datare: mil. V a. Chr. Descoperit: jud. Tulcea, com. Nalbant, Trestenic Material: silex, debitaj, percuție                                                                             | Piesa se prezintă în stare bună. A fost confecționată dintr-un silex maroniu deschis. Atât extremitățile cât și marginile au fost retușate. | Muzeul de Istorie și Arheologie, Tulcea                      | Cimec    |
|      | Lamă                        | Datare: mil. V a. Chr. Descoperit: jud. Tulcea, com. Nalbant, Trestenic Material: silex, debitaj, percuție indirectă                                                                   | Piesa se prezintă în stare fragmentară, ca urmare a spargerii nepăstrându-se extremitatea distală. A fost confecționată dintr-un silex maroniu cu incluziuni de culoare albă. Ambele margini prezintă retușe de utilizare. | Muzeul de Istorie și Arheologie, Tulcea                      | Cimec    |
|      | Gratoar pe lamă             | Datare: mil. V a. Chr. Descoperit: jud. Tulcea, com. Nalbant, Trestenic Material: silex, debitaj, percuție indirectă                                                                   | Piesa se prezintă în stare bună. A fost confecționată dintr-un silex maroniu cu incluziuni albe. Talonul este neted. Atât frontul cât și marginile au fost retușate. | Muzeul de Istorie și Arheologie, Tulcea                      | Cimec    |
|      | Lamă "a crete"              | Datare: mil. V a. Chr. Descoperit: jud. Tulcea, com. Nalbant, Trestenic Material: silex, debitaj, percuție directă                                                                     | Piesa se prezintă într-o stare bună. A fost confecționată dintr-un silex de culoare maroniu deschis. Atât marginile cât și frontul au fost retușate. | Muzeul de Istorie și Arheologie, Tulcea                      | Cimec    |
|      | Gratoar pe lamă             | Datare: mil. V a. Chr. Descoperit: jud. Tulcea, com. Nalbant, Trestenic Material: silex, debitaj, percuție                                                                             | Piesa se prezintă într-o stare precară de conservare. A fost confecționată dintr-un silex maroniu. Frontul a fost retușat pentru a constitui parte activă a unui grator. Ulterior a fost folosit ca piesă intermediară în cadrul unor activități ce au presupus percutarea cu forță, ceea ce a condus la deteriorarea sa. | Muzeul de Istorie și Arheologie, Tulcea                      | Cimec    |
|      | Burin                       | Datare: mil. V a. Chr. Descoperit: jud. Tulcea, com. Nalbant, Trestenic Material: silex, debitaj, percuție                                                                             | Piesa se prezintă într-o stare precară de conservare. A fost confecționată dintr-un silex verzui întunecat. Frontul a fost retușat pentru a constitui parte activă a unui burin. Ulterior a fost folosit ca piesă intermediară în cadrul unor activități ce au presupus percutarea cu forță, ceea ce a condus la deteriorarea sa. | Muzeul de Istorie și Arheologie, Tulcea                      | Cimec    |
|      | Lamă                        | Datare: mil. V a. Chr. Descoperit: jud. Tulcea, com. Nalbant, Trestenic Material: silex, debitaj, percuție                                                                             | Piesa se prezintă în stare bună. A fost confecționată dintr-un calcar silicios. Pe una dintre margini sunt vizibile retușe de utilizare. | Muzeul de Istorie și Arheologie, Tulcea                      | Cimec    |
|      | Burin                       | Datare: mil. V a. Chr. Descoperit: jud. Tulcea, com. Baia Material: silex, debitaj, percuție                                                                                           | Piesa se păstrează în stare fragmentară. A fost confecționată dintr-un silex maroniu. Pe front și pe una dintre margini a fost retușată. Din punct de vedere funcțional considerăm că piesa reprezintă un burin pe troncatură. | Muzeul de Istorie și Arheologie, Tulcea                      | Cimec    |
|      | Gratoar pe lamă             | Datare: mil. V a. Chr. Descoperit: jud. Tulcea, com. Baia, Panduru Material: silex, debitaj, percuție indirectă                                                                        | Piesa se prezintă într-o foarte bună stare de conservare. A fost confecționat dintr-un silex de culoare maroniu deschis. Profilul transversal este trapezoidal, iar cel longitudinal arcuit. Atât frontul cât și marginile au fost retușate. Talonul este neted. | Muzeul de Istorie și Arheologie, Tulcea                      | Cimec    |
|      | Gratoar pe lamă             | Datare: mil. V a. Chr. Descoperit: jud. Tulcea, com. Baia, Panduru Material: silex, debitaj, percuție indirectă                                                                        | Piesa se prezintă într-o foarte bună stare de conservare. A fost confecționat dintr-un silex de culoare maroniu deschis. Profilul transversal este trapezoidal, iar cel longitudinal arcuit. Doar frontul a fost retușat. Talonul este neted. | Muzeul de Istorie și Arheologie, Tulcea                      | Cimec    |
|      | Topor                       | Datare: mil. V a. Chr. Descoperit: jud. Tulcea, com. Baia, Panduru Material: silex, debitaj, percuție                                                                                  | Piesa se prezintă în stare bună de conservare. A fost confecționată dintr-un silex gălbui cu pete maronii. Retușele au fost executate pe ambele fețe. Pe o mare parte din suprafață prezintă lustru. | Muzeul de Istorie și Arheologie, Tulcea                      | Cimec    |
|      | Gratoar pe lamă             | Datare: mil. V a. Chr. Descoperit: jud. Tulcea, com. Baia, Panduru Material: silex, debitaj, percuție                                                                                  | Piesa reprezintă un gratoar pe lamă aflat în stare fragmentară, păstrându-se doar extremitatea distală. A fost confecționată dintr-un silex maroniu. Frontul a fost retușat. | Muzeul de Istorie și Arheologie, Tulcea                      | Cimec    |
|      | Gratoar pe lamă             | Datare: mil. V a. Chr. Descoperit: jud. Tulcea, com. Baia, Panduru Material: silex, debitaj, percuție                                                                                  | Piesa reprezintă un gratoar pe lamă aflat în stare fragmentară, păstrându-se doar extremitatea distală și parțial zona mezială. A fost confecționată dintr-un silex maroniu cu incluziuni de culoare albă. Frontul a fost retușat. | Muzeul de Istorie și Arheologie, Tulcea                      | Cimec    |
|      | Gratoar pe lamă             | Datare: mil. V a. Chr. Descoperit: jud. Tulcea, com. Baia, Panduru Material: silex, debitaj, percuție                                                                                  | Piesa reprezintă un gratoar pe lamă aflat în stare fragmentară, din ea păstrându-se doar extremitatea distală. A fost confecționată dintr-un silex maroniu. Frontul a fost retușat. | Muzeul de Istorie și Arheologie, Tulcea                      | Cimec    |
|      | Lamă                        | Datare: mil. V a. Chr. Descoperit: jud. Tulcea, com. Baia, Panduru Material: silex, debitaj, percuție indirectă                                                                        | A fost obținută prin percuție indirectă și confecționată dintr-un silex maroniu cu incluziuni de culoare albă. Profilul transversal este trapezoidal, iar cel longitudinal arcuit. Prezintă un talon neted. | Muzeul de Istorie și Arheologie, Tulcea                      | Cimec    |
|      | Lamă                        | Datare: mil. V a. Chr. Descoperit: jud. Tulcea, com. Baia, Panduru Material: silex, debitaj, percuție indirectă                                                                        | A fost obținută prin percuție indirectă și confecționată dintr-un silex maroniu cu incluziuni de culoare albă. Profilul transversal este trapezoidal, iar cel longitudinal arcuit. Prezintă un talon neted. | Muzeul de Istorie și Arheologie, Tulcea                      | Cimec    |
|      | Lamă                        | Datare: mil. V a. Chr. Descoperit: jud. Tulcea, com. Baia, Panduru Material: silex, debitaj, percuție                                                                                  | Piesa se prezintă în stare fragmentară. A fost confecționată dintr-un silex maroniu. Pe fragmentul păstrat se poate observa că marginile au fost retușate. Dimensiunile reduse împiedică realizarea unor observații suplimentare. | Muzeul de Istorie și Arheologie, Tulcea                      | Cimec    |
|      | Lamă                        | Datare: mil. V a. Chr. Descoperit: jud. Tulcea, com. Baia, Panduru Material: silex, debitaj, percuție                                                                                  | Piesa se prezintă în stare fragmentară. A fost confecționată dintr-un silex cenușiu. Pe fața sa superioară se pot observa patru negative de debitaj. Pe una dintre laturi sunt vizibile retușe de utilizare. | Muzeul de Istorie și Arheologie, Tulcea                      | Cimec    |
|      | Gratoar pe lamă             | Datare: mil. V a. Chr. Descoperit: jud. Tulcea, com. Babadag, Panduru Material: silex, debitaj, percuție                                                                               | Piesa reprezintă un gratoar pe lamă aflat în stare fragmentară, păstrându-se doar extremitatea distală și parțial zona mezială. A fost confecționată dintr-un silex maroniu cu incluziuni de culoare albă. Frontul a fost retușat. | Muzeul de Istorie și Arheologie, Tulcea                      | Cimec    |
|      | Lamă                        | Datare: mil. V a. Chr. Descoperit: jud. Tulcea, com. Baia, Panduru Material: silex, debitaj, percuție                                                                                  | Piesa se prezintă în stare fragmentară, păstrându-se în întregime partea mezială. A fost confecționată dintr-un silex maroniu cu incluziuni de culoare albă. Pe suprafața păstrată nu am înregistrat existența unor retușe sau urme de utilizare. | Muzeul de Istorie și Arheologie, Tulcea                      | Cimec    |
|      | Lamelă                      | Datare: mil. V a. Chr. Descoperit: jud. Tulcea, com. Baia, Panduru Material: silex, debitaj, percuție                                                                                  | Piesa se prezintă în stare fragmentară. A fost confecționată dintr-un silex maroniu. Una dintre laturi este retușată și prezintă un grad ridicat de lustru. Considerăm că piesa ar fi putut funcționa ca element component al unei seceri. | Muzeul de Istorie și Arheologie, Tulcea                      | Cimec    |
|      | Lamă cu trunchiere          | Datare: mil. V a. Chr. Descoperit: jud. Tulcea, com. Baia, Panduru Material: silex, debitaj, percuție indirectă                                                                        | Piesa se prezintă în stare bună de conservare. A fost confecționată dintr-un silex maroniu. Frontul și una dintre margini au fost retușate. | Muzeul de Istorie și Arheologie, Tulcea                      | Cimec    |
|      | Așchie                      | Datare: mil. V a. Chr. Descoperit: jud. Tulcea, com. Crișan, Mila 23, Taraschina Material: silex, debitaj, percuție                                                                    | Piesa se prezintă într-o bună stare de conservare. A fost confecționată dintr-un calcar silicios. Prezintă o nervură dispusă relativ central. Nu au fost realizate retușe. | Muzeul de Istorie și Arheologie, Tulcea                      | Cimec    |
|      | Așchie                      | Datare: mil. V a. Chr. Descoperit: jud. Tulcea, com. Crișan, Mila 23, Taraschina Material: silex, debitaj, percuție                                                                    | Piesa se prezintă într-o stare precară de conservare. A fost confecționată dintr-un silex maroniu. Foarte probabil, reprezintă un deșeu de prelucrare. | Muzeul de Istorie și Arheologie, Tulcea                      | Cimec    |
|      | Așchie                      | Datare: mil. V a. Chr. Descoperit: jud. Tulcea, com. Crișan, Mila 23, Taraschina Material: silex, debitaj, percuție                                                                    | Piesa se prezintă în stare bună de conservare. A fost confecționată dintr-un silex maroniu. Reprezintă un deșeu de debitaj. | Muzeul de Istorie și Arheologie, Tulcea                      | Cimec    |
|      | Așchie                      | Datare: mil. V a. Chr. Descoperit: jud. Tulcea, com. Crișan, Mila 23, Taraschina Material: silex, debitaj, percuție                                                                    | Piesa se prezintă în stare bună de conservare. A fost confecționată dintr-un silex maroniu. Reprezintă un deșeu de debitaj. | Muzeul de Istorie și Arheologie, Tulcea                      | Cimec    |
|      | Așchie                      | Datare: mil. V a. Chr. Descoperit: jud. Tulcea, com. Crișan, Mila 23, Taraschina Material: silex, debitaj, percuție                                                                    | Piesa se prezintă în stare bună de conservare. A fost confecționată dintr-un silex maroniu. Reprezintă un deșeu de debitaj. | Muzeul de Istorie și Arheologie, Tulcea                      | Cimec    |
|      | Așchie                      | Datare: mil. V a. Chr. Descoperit: jud. Tulcea, com. Crișan, Mila 23, Taraschina Material: silex, debitaj, percuție                                                                    | Piesa se prezintă în stare bună de conservare. A fost confecționată dintr-un silex maroniu. Reprezintă un deșeu de debitaj. | Muzeul de Istorie și Arheologie, Tulcea                      | Cimec    |
|      | Așchie                      | Datare: mil. V a. Chr. Descoperit: jud. Tulcea, com. Crișan, Mila 23, Taraschina Material: silex, debitaj, percuție                                                                    | Piesa se prezintă în stare fragmentară. A fost confecționată dintr-un silex maroniu. Nu au fost observate retușe. | Muzeul de Istorie și Arheologie, Tulcea                      | Cimec    |
|      | Așchie                      | Datare: mil. V a. Chr. Descoperit: jud. Tulcea, com. Crișan, Mila 23, Taraschina Material: silex, debitaj, percuție                                                                    | Piesa se prezintă într-o bună stare de conservare. A fost confecționată dintr-un silex cenușiu translucid. | Muzeul de Istorie și Arheologie, Tulcea                      | Cimec    |
|      | Așchie                      | Datare: mil. V a. Chr. Descoperit: jud. Tulcea, com. Crișan, Mila 23, Taraschina Material: silex, debitaj, percuție                                                                    | Piesa se prezintă într-o stare relativ bună de conservare. A fost confecționată dintr-un silex maroniu cu incluziuni de culoare albă. Pe extremitatea distală prezintă cortex. Nu au putut fi observate retușe. | Muzeul de Istorie și Arheologie, Tulcea                      | Cimec    |
|      | Așchie                      | Datare: mil. V a. Chr. Descoperit: jud. Tulcea, com. Crișan, Mila 23, Taraschina Material: silex, debitaj, percuție                                                                    | Piesa se prezintă într-o stare relativ bună de conservare. A fost confecționată dintr-un silex gri. Nu au putut fi observate retușe. | Muzeul de Istorie și Arheologie, Tulcea                      | Cimec    |
|      | Așchie                      | Datare: mil. V a. Chr. Descoperit: jud. Tulcea, com. Crișan, Mila 23, Taraschina Material: silex, debitaj, percuție                                                                    | Piesa se prezintă în stare bună de conservare. A fost confecționată dintr-un silex maroniu deschis. Nu au fost observate retușe. | Muzeul de Istorie și Arheologie, Tulcea                      | Cimec    |
|      | Gratoar                     | Datare: mil. V a. Chr. Descoperit: jud. Tulcea, com. Crișan, Mila 23, Taraschina Material: silex, debitaj, percuție                                                                    | Piesa se prezintă într-o foarte bună stare de conservare. A fost confecționată dintr-un silex maroniu deschis. Atât marginile cât și frontul au fost retușate. | Muzeul de Istorie și Arheologie, Tulcea                      | Cimec    |
|      | Așchie                      | Datare: mil. V a. Chr. Descoperit: jud. Tulcea, com. Crișan, Mila 23, Taraschina Material: silex, debitaj, percuție                                                                    | Piesa se prezintă într-o bună stare de conservare. A fost confecționată dintr-un silex cenușiu translucid. Nu au putut fi observate retușe. | Muzeul de Istorie și Arheologie, Tulcea                      | Cimec    |
|      | Vârf                        | Datare: mil. V a. Chr. Descoperit: jud. Tulcea, com. Crișan, Mila 23, Taraschina Material: silex, debitaj, percuție                                                                    | Piesa se prezintă într-o bună stare de conservare. A fost confecționată dintr-un silex negru pigmentat cu pete cenușii. Una dintre fețe este retușată în totalitate, iar cealaltă este netedă. | Muzeul de Istorie și Arheologie, Tulcea                      | Cimec    |
|      | Lamă                        | Datare: mil. V a. Chr. Descoperit: jud. Tulcea, com. Crișan, Mila 23 Mila 23, Taraschina Material: silex, debitaj, percuție                                                            | Piesa se prezintă într-o stare precară de conservare. A fost confecționată dintr-un silex maroniu cu incluziuni roșiatice. Una dintre margini este reprezentată prin cortex, iar cealaltă nu s-a păstrat. | Muzeul de Istorie și Arheologie, Tulcea                      | Cimec    |
|      | Gratoar pe lamă             | Datare: mil. V a. Chr. Descoperit: jud. Tulcea, com. Crișan, Mila 23, Taraschina Material: silex, debitaj, percuție                                                                    | Piesa se prezintă într-o stare relativ precară de conservare, datorită spargerii nepăstrându-se extremitatea proximală. A fost confecționată dintr-un silex maroniu pigmentat cu pete roșiatice și incluziuni albe. Atât marginile cât și frontul au fost retușate. | Muzeul de Istorie și Arheologie, Tulcea                      | Cimec    |
|      | Lamă                        | Datare: mil. V a. Chr. Descoperit: jud. Tulcea, com. Crișan, Mila 23, Taraschina Material: silex, debitaj, percuție                                                                    | Piesa se prezintă într-o stare precară de conservare. A fost confecționată dintr-un silex maroniu. Pe micul fragment păstrat pot fi observate mici retușe de utilizare. | Muzeul de Istorie și Arheologie, Tulcea                      | Cimec    |
|      | Străpungător pe așchie      | Datare: mil. V a. Chr. Descoperit: jud. Tulcea, com. Crișan, Mila 23, Taraschina Material: silex, debitaj, percuție directă                                                            | Piesa se prezintă într-o bună stare de conservare. A fost confecționată dintr-un silex negru. Extremitatea proximală este reprezentată în mare măsură prin cortex. | Muzeul de Istorie și Arheologie, Tulcea                      | Cimec    |
|      | Lamă                        | Datare: mil. V a. Chr. Descoperit: jud. Tulcea, com. Crișan, Mila 23, Taraschina Material: silex, debitaj, percuție indirectă                                                          | Piesa se prezintă într-o stare relativ bună de conservare. Extremitatea distală nu s-a păstrat din cauza spargerii. A fost confecționată dintr-un calcar silicios. Pe margini prezintă retușe de utilizare. | Muzeul de Istorie și Arheologie, Tulcea                      | Cimec    |
|      | Lamă                        | Datare: mil. V a. Chr. Descoperit: jud. Tulcea, com. Crișan, Mila 23, Taraschina Material: silex, debitaj, percuție                                                                    | Piesa se prezintă într-o stare precară de conservare. A fost confecționată dintr-un silex maroniu cu rare incluziuni de culoare albă. Pe una dintre margini se observă mici retușe de utilizare. | Muzeul de Istorie și Arheologie, Tulcea                      | Cimec    |
|      | Așchie                      | Datare: mil. V a. Chr. Descoperit: jud. Tulcea, com. Crișan, Mila 23, Taraschina Material: silex, debitaj, percuție                                                                    | Piesa se prezintă într-o bună stare de conservare. A fost confecționată dintr-un silex cenușiu cu incluziuni de culoare albă. Nu au fost observate retușe. | Muzeul de Istorie și Arheologie, Tulcea                      | Cimec    |
|      | Gratoar                     | Datare: mil. V a. Chr. Descoperit: jud. Tulcea, com. Crișan, Mila 23, Taraschina Material: silex, debitaj, percuție                                                                    | Piesa se prezintă într-o bună stare de conservare. A fost confecționată dintr-un calcar silicios. Atât frontul cât și cele două margini a fost retușate. | Muzeul de Istorie și Arheologie, Tulcea                      | Cimec    |
|      | Lamă                        | Datare: mil. V a. Chr. Descoperit: jud. Tulcea, com. Crișan, Mila 23, Taraschina Material: silex, debitaj, percuție                                                                    | Piesa se prezintă într-o stare precară de conservare, datorită spargerii nepăstrându-se decât extremitatea proximală. A fost confecționată dintr-un silex maroniu deschis. Talonul este neted. Una dintre margini este retușată. | Muzeul de Istorie și Arheologie, Tulcea                      | Cimec    |
|      | Gratoar                     | Datare: mil. V a. Chr. Descoperit: jud. Tulcea, com. Crișan, Mila 23, Taraschina Material: silex, debitaj, percuție                                                                    | Piesa se păstrează într-o stare bună de conservare. A fost confecționată dintr-un silex maroniu. Atât marginile cât și frontul au fost puternic retușate. | Muzeul de Istorie și Arheologie, Tulcea                      | Cimec    |
|      | Lamă                        | Datare: mil. V a. Chr. Descoperit: jud. Tulcea, com. Crișan, Mila 23, Taraschina Material: silex, debitaj, percuție                                                                    | Piesa se păstrează într-o stare precară de conservare. A fost confecționată dintr-un silex de culoare bej pigmentat cu pete de culoare albă. Marginile prezintă retușe de utilizare. | Muzeul de Istorie și Arheologie, Tulcea                      | Cimec    |
|      | Gratoar                     | Datare: mil. V a. Chr. Descoperit: jud. Tulcea, com. Crișan, Mila 23, Taraschina Material: silex, debitaj, percuție                                                                    | Piesa se prezintă într-os atre precară de conservară, ca urmare a spargerii păstrându-se doar extremitatea distală. A fost confecționată dintr-un silex de culoare neagră pigmentat cu incluziuni de culoare albă. Frontul și fragmentele de margini păstrate sunt retușate. | Muzeul de Istorie și Arheologie, Tulcea                      | Cimec    |
|      | Vârf                        | Datare: mil. V a. Chr. Descoperit: jud. Tulcea, com. Crișan, Mila 23, Taraschina Material: silex, debitaj, percuție                                                                    | Piesa se prezintă într-o stare precară de conservare. A fost confecționată dintr-un silex maroniu pigmentat cu incluziuni de culoare albă. Atât marginile cât și partea activă au fost puternic retușate. | Muzeul de Istorie și Arheologie, Tulcea                      | Cimec    |
|      | Gratoar pe așchie           | Datare: mil. V a. Chr. Descoperit: jud. Tulcea, com. Crișan, Mila 23, Taraschina Material: silex, debitaj, percuție directă                                                            | Piesa se prezintă într-o stare relativ bună de conservare. A fost confecționată dintr-un silex negru. Frontul a fost retușat. | Muzeul de Istorie și Arheologie, Tulcea                      | Cimec    |
|      | Lamă                        | Datare: mil. V a. Chr. Descoperit: jud. Tulcea, com. Crișan, Mila 23, Taraschina Material: silex, debitaj, percuție                                                                    | Piesa se prezintă într-o stare precară de conservare. A fost confecționată dintr-un silex gri deschis translucid. Cu incluziuni de culoare albă. Nu au fost observate retușe. | Muzeul de Istorie și Arheologie, Tulcea                      | Cimec    |
|      | Lamă                        | Datare: mil. V a. Chr. Descoperit: jud. Tulcea, com. Crișan, Mila 23, Taraschina Material: silex, debitaj, percuție                                                                    | Piesa se prezintă într-o stare precară de conservare. A fost confecționată dintr-un silex maroniu cu incluziuni de culoare roșie. Ambele margini au fost retușate. | Muzeul de Istorie și Arheologie, Tulcea                      | Cimec    |
|      | Așchie                      | Datare: mil. V a. Chr. Descoperit: jud. Tulcea, com. Crișan, Mila 23, Taraschina Material: silex, debitaj, percuție                                                                    | Piesa se prezintă într-o stare bună de conservare. A fost confecționată dintr-un silex negru cu pete alburii. Nu au fost observate retușe. | Muzeul de Istorie și Arheologie, Tulcea                      | Cimec    |
|      | Lamă                        | Datare: mil. V a. Chr. Descoperit: jud. Tulcea, com. Crișan, Mila 23, Taraschina Material: silex, debitaj, percuție                                                                    | Piesa se prezintă în stare precară de conservare. A fost confecționată dintr-un silex bej. Pe cele două margini prezintă retușe de utilizare. | Muzeul de Istorie și Arheologie, Tulcea                      | Cimec    |
|      | Lamă                        | Datare: mil. V a. Chr. Descoperit: jud. Tulcea, com. Crișan, Mila 23, Taraschina Material: silex, debitaj, percuție                                                                    | Piesa se prezintă într-o stare precară de conservare. A fost confecționată dintr-un silex maroniu cu inncluziuni de culoare albă. Nu au fost observae retușe. | Muzeul de Istorie și Arheologie, Tulcea                      | Cimec    |
|      | Lamă                        | Datare: mil. V a. Chr. Descoperit: jud. Tulcea, com. Crișan, Mila 23, Taraschina Material: silex, debitaj, percuție                                                                    | Piesa se prezintă într-o stare precară de conservare. A fost confecționată dintr-un silex de culoare maronie. Cele două margini prezintă mici retușe de utilizare. | Muzeul de Istorie și Arheologie, Tulcea                      | Cimec    |
|      | Lamă                        | Datare: mil. V a. Chr. Descoperit: jud. Tulcea, com. Crișan, Mila 23, Taraschina Material: silex, debitaj, percuție                                                                    | Piesa se prezintă într-o stare precară de conservare. A fost confecționată dintr-un silex maroniu cu incluziuni de culoare albă. Constituie un fragment proximo-lateral de lamă neretușată. | Muzeul de Istorie și Arheologie, Tulcea                      | Cimec    |
|      | Așchie                      | Datare: mil. V a. Chr. Descoperit: jud. Tulcea, com. Crișan, Mila 23, Taraschina Material: silex, debitaj, percuție                                                                    | Piesa se prezintă într-o stare relativ bună de conservare. A fost confecționată dintr-un silex negru cu pete de culoare albă. Nu au fost observate retușe. | Muzeul de Istorie și Arheologie, Tulcea                      | Cimec    |
|      | Așchie                      | Datare: mil. V a. Chr. Descoperit: jud. Tulcea, com. Crișan, Mila 23, Taraschina Material: silex, debitaj, percuție                                                                    | Piesa se prezintă într-o stare precară de coservare. A fost confecționată dintr-un silex negricios. Nu au fost obeservate retușe. | Muzeul de Istorie și Arheologie, Tulcea                      | Cimec    |
|      | Gratoar pe lamă             | Datare: mil. V a. Chr. Descoperit: jud. Tulcea, com. Crișan, Mila 23, Taraschina Material: silex, debitaj, percuție                                                                    | Piesa se prezintă într-o stare bună de conservare. A fost confecționată dintr-un calcar silicios. Una dintre margini și frontul au fost retușate. | Muzeul de Istorie și Arheologie, Tulcea                      | Cimec    |
|      | Piesă intermediară          | Datare: mil. V a. Chr. Descoperit: jud. Tulcea, com. Crișan, Mila 23, Taraschina Material: silex, debitaj, percuție                                                                    | Piesa se prezintă într-o stare precară de conservare. A fost confecționată dintr-un silex maroniu. Marginile au fost retușate, piesa funcționând ințial ca lamă. Ulterior a fost utilizată ca piesă intermediară în activități de percuție, ceea ce a condus la deteriorarea sa. | Muzeul de Istorie și Arheologie, Tulcea                      | Cimec    |
|      | Lamă                        | Datare: mil. V a. Chr. Descoperit: jud. Tulcea, com. Crișan, Mila 23, Taraschina Material: silex, debitaj, percuție                                                                    | Piesa se prezintă într-o stare precară de conservare. Datorită faptului că a fost arsă puternic nu ne putem pronunța asupra materiei prime. Ambele margini au fost retușate. | Muzeul de Istorie și Arheologie, Tulcea                      | Cimec    |
|      | Vârf                        | Datare: mil. V a. Chr. Descoperit: jud. Tulcea, com. Crișan, Mila 23, Taraschina Material: silex, debitaj, percuție                                                                    | Piesa se prezintă într-o bună stare de conservare. A fost confecționată dintr-un silex cenușiu cu incluziuni de culoare albă. Atât marginile cât și extremitatea distală au fost retușate. | Muzeul de Istorie și Arheologie, Tulcea                      | Cimec    |
|      | Așchie                      | Datare: mil. V a. Chr. Descoperit: jud. Tulcea, com. Crișan, Mila 23, Taraschina Material: silex, debitaj, percuție                                                                    | Piesa se prezintă în bună stare de conservare. A fost confecționată dintr-un silex maroniu pigmentat cu incluziuni de culoare albă. Nu au fost realizate retușe. Pe o mică porțiune prezintă cortex. | Muzeul de Istorie și Arheologie, Tulcea                      | Cimec    |
|      | Racloar                     | Datare: mil. V a. Chr. Descoperit: jud. Tulcea, com. Crișan, Mila 23, Taraschina Material: silex, debitaj, percuție                                                                    | Piesa se prezintă în stare bună de conservare. A fost confecționată dintr-un silex de culoare neagră, pigmentat cu incluziuni de culoare alburie. Marginea convexă a fost retușată. | Muzeul de Istorie și Arheologie, Tulcea                      | Cimec    |
|      | Așchie                      | Datare: mil. V a. Chr. Descoperit: jud. Tulcea, com. Crișan, Mila 23, Taraschina Material: silex, debitaj, percuție                                                                    | Piesa se prezintă în bună stare de conservare. A fost confecționată dintr-un silex cenușiu translucid. Nu au fost observate retușe. | Muzeul de Istorie și Arheologie, Tulcea                      | Cimec    |
|      | Lamă                        | Datare: mil. V a. Chr. Descoperit: jud. Tulcea, com. Crișan, Mila 23, Taraschina Material: silex, debitaj, percuție                                                                    | Piesa se prezintă în stare fragmentară. A fost confecționat dintr-un silex maroniu cu inserțiuni roșiatice. Profilul transversal este trapezoidal. Marginile prezintă retușe fine de utilizare. | Muzeul de Istorie și Arheologie, Tulcea                      | Cimec    |
|      | Vârf                        | Datare: mil. V a. Chr. Descoperit: jud. Tulcea, com. Crișan, Mila 23, Taraschina Material: silex, debitaj, percuție                                                                    | Piesa se prezintă în bună stare de conservare. A fost confecționată dintr-un silex maroniu. Talonul este neted. Atât marginile cât și extremitatea distală au fost retușate. | Muzeul de Istorie și Arheologie, Tulcea                      | Cimec    |
|      | Lamă                        | Datare: mil. V a. Chr. Descoperit: jud. Tulcea, com. Crișan, Mila 23, Taraschina Material: silex, debitaj, percuție                                                                    | Piesa se prezintă în stare fragmentară. Ca urmare a spargerii s-a păstrat extremitatea proximală și o mică parte din zona mediană. A fost confecționată dintr-un silex maroniu pigmentat cu incluziuni de culoare albă. Nu au fost observate retușe. | Muzeul de Istorie și Arheologie, Tulcea                      | Cimec    |
|      | Lamă                        | Datare: mil. V a. Chr. Descoperit: jud. Tulcea, com. Crișan, Mila 23, Taraschina Material: silex, debitaj, percuție                                                                    | Piesa se prezintă în stare fragmentară. A fost confecționată dintr-un silex de culoare neagră. Profilul transversal este trapezoidal. Nu au fost realizate retușe. | Muzeul de Istorie și Arheologie, Tulcea                      | Cimec    |
|      | Gratoar pe așchie           | Datare: mil. V a. Chr. Descoperit: jud. Tulcea, com. Crișan, Mila 23, Taraschina Material: silex, debitaj, percuție                                                                    | Piesa se prezintă în bună stare de conservare. A fost confecționată dintr-un silex de culoare neagră. Întreaga față superioară a fost retușată. | Muzeul de Istorie și Arheologie, Tulcea                      | Cimec    |
|      | Gratoar pe lamă             | Datare: mil. V a. Chr. Descoperit: jud. Tulcea, com. Crișan, Mila 23, Taraschina Material: silex, debitaj, percuție                                                                    | Piesa se prezintă în stare fragmentară. A fost confecționată dintr-un silex maroniu pigmentat cu incluziuni de culoare albă. Atât frontul cât și marginile au fost retușate. | Muzeul de Istorie și Arheologie, Tulcea                      | Cimec    |
|      | Lamă                        | Datare: mil. V a. Chr. Descoperit: jud. Tulcea, com. Crișan, Mila 23, Taraschina Material: silex, debitaj, percuție                                                                    | Piesa se prezintă în stare fragmentară. A fost confecționată dintr-un silex de culoare neagră. Din cauza spargerii nu s-a păstrat decât extremitatea proximală. Nu au fost observate retușe. | Muzeul de Istorie și Arheologie, Tulcea                      | Cimec    |
|      | Așchie                      | Datare: mil. V a. Chr. Descoperit: jud. Tulcea, com. Crișan, Mila 23, Taraschina Material: silex, debitaj, percuție                                                                    | Piesa se prezintă într-o bună stare de conservare. A fost confecționată dintr-un silex cenușiu. Nu au fost realizate retușe. | Muzeul de Istorie și Arheologie, Tulcea                      | Cimec    |
|      | Lamă                        | Datare: mil. V a. Chr. Descoperit: jud. Tulcea, com. Crișan, Mila 23, Taraschina Material: silex, debitaj, percuție                                                                    | Piesa se prezintă în stare fragmentară. A fost confecționată dintr-un silex maroniu. Profilul transversal este triunghiular. Nu au fost observate retușe. | Muzeul de Istorie și Arheologie, Tulcea                      | Cimec    |
|      | Lamă                        | Datare: mil. V a. Chr. Descoperit: jud. Tulcea, com. Crișan, Mila 23, Taraschina Material: silex, debitaj, percuție                                                                    | Piesa se prezintă în stare fragmentară. A fost confecționat dintr-un silex maroniu deschis pigmentat cu incluziuni de culoare albă. Una dintre margini a fost retușată și prezintă un lustru puternic. | Muzeul de Istorie și Arheologie, Tulcea                      | Cimec    |
|      | Vârf                        | Datare: mil. V a. Chr. Descoperit: jud. Tulcea, com. Crișan, Mila 23, Taraschina Material: silex, debitaj, percuție                                                                    | Piesa se prezintă în stare fragmentară. Din cauză că a fost supusă arderii a căpătat o culoare roșiatică. Marginile și extremitatea distală au fost retușate. | Muzeul de Istorie și Arheologie, Tulcea                      | Cimec    |
|      | Așchie                      | Datare: mil. V a. Chr. Descoperit: jud. Tulcea, com. Crișan, Mila 23, Taraschina Material: silex, debitaj, percuție                                                                    | Piesa se prezintă în stare fragmentară. A fost confecționată dintr-un silex cenușiu. Nu au fost observate retușe. | Muzeul de Istorie și Arheologie, Tulcea                      | Cimec    |
|      | Gratoar                     | Datare: mil. V a. Chr. Descoperit: jud. Tulcea, com. Crișan, Mila 23, Taraschina Material: silex, debitaj, percuție                                                                    | Piesa se prezintă în stare fragmentară. A fost confecționată dintr-un silex maroniu. Frontul a fost retușat de manieră abruptă. | Muzeul de Istorie și Arheologie, Tulcea                      | Cimec    |
|      | Lamă                        | Datare: mil. V a. Chr. Descoperit: jud. Tulcea, com. Crișan, Mila 23, Taraschina Material: silex, debitaj, percuție                                                                    | Piesa se prezintă în stare fragmentară. A fost confecționată dintr-un silex maroniu. Pe fragmentul păstrat sunt vizibile mici retușe de utilizare pe margine. | Muzeul de Istorie și Arheologie, Tulcea                      | Cimec    |
|      | Piesă intermediară          | Datare: mil. V a. Chr. Descoperit: jud. Tulcea, com. Crișan, Mila 23, Taraschina Material: silex, debitaj, percuție                                                                    | Piesa se prezintă în stare fragmentară. Datorită faptului că a fost surprinsă într-un incendiu nu ne putem pronunța asupra caracteristicilor materiei prime, modificate cu această ocazie. Includerea sa ca piesă intermediară în activități ce au presupus o percuție puternică a determinat desprinderea unor fragmente importante. | Muzeul de Istorie și Arheologie, Tulcea                      | Cimec    |
|      | Piesă intermediară          | Datare: mil. V a. Chr. Descoperit: jud. Tulcea, com. Crișan, Mila 23, Taraschina Material: silex, debitaj, percuție                                                                    | Piesa se prezintă în stare fragmentară. A fost confecționată dintr-un silex maroniu. Piesa a funcționat ce element intermediar în activități ce au presupus o percuție puternică, ceea ce a determinat desprinderea a numeroase fragmente și a provocat retușe de tip vibrat. | Muzeul de Istorie și Arheologie, Tulcea                      | Cimec    |
|      | Gratoar                     | Datare: mil. V a. Chr. Descoperit: jud. Tulcea, com. Crișan, Mila 23, Taraschina Material: silex, debitaj, percuție                                                                    | Piesa se prezintă în stare fragmentară. A suferit o ardere puternică ceea ce a determinat modificarea culoarea materiei prime către roșiatic. Frontul a fost retușat. | Muzeul de Istorie și Arheologie, Tulcea                      | Cimec    |
|      | Gratoar pe lamă             | Datare: mil. V a. Chr. Descoperit: jud. Tulcea, com. Crișan, Mila 23, Taraschina Material: silex, debitaj, percuție                                                                    | Piesa se prezintă în stare fragmentară. A fost confecționată dintr-un silex cenușiu, ușor translucid, pigmentat cu incluziuni de culoare albă. Atât marginea păstrată cât și frontul au fost retușate. | Muzeul de Istorie și Arheologie, Tulcea                      | Cimec    |
|      | Gratoar pe așchie           | Datare: mil. V a. Chr. Descoperit: jud. Tulcea, com. Crișan, Mila 23, Taraschina Material: silex, debitaj, percuție                                                                    | Piesa se prezintă în foarte bună stare de conservare. A fost confecționată dintr-un silex de culoare neagră. Retușele au fost realizate de manieră bifacială, acoperind întreaga suprafață. | Muzeul de Istorie și Arheologie, Tulcea                      | Cimec    |
|      | Așchie                      | Datare: mil. V a. Chr. Descoperit: jud. Tulcea, com. Crișan, Mila 23, Taraschina Material: silex, debitaj, percuție                                                                    | Piesa se prezintă în stare fragmentară. A fost confecționată dintr-un silex maroniu. Pe aproximativ jumătate din fața superioară prezintă cortex. Nu au fost observate retușe. | Muzeul de Istorie și Arheologie, Tulcea                      | Cimec    |
|      | Gratoar                     | Datare: mil. V a. Chr. Descoperit: jud. Tulcea, com. Crișan, Mila 23, Taraschina Material: silex, debitaj, percuție                                                                    | Piesa se prezintă în stare fragmentară. A fost confecționat dintr-un silex de culoare neagră. Marginea a fost puternic retușată de manieră convexă. | Muzeul de Istorie și Arheologie, Tulcea                      | Cimec    |
|      | Gratoar                     | Datare: mil. V a. Chr. Descoperit: jud. Tulcea, com. Crișan, Mila 23, Taraschina Material: silex, debitaj, percuție                                                                    | Piesa se prezintă în stare fragmentară. A fost confecționată dintr-un silex maroniu. Frontul a fost retușat de manieră abruptă. | Muzeul de Istorie și Arheologie, Tulcea                      | Cimec    |
|      | Așchie                      | Datare: mil. V a. Chr. Descoperit: jud. Tulcea, com. Crișan, Mila 23, Taraschina Material: silex, debitaj, percuție                                                                    | Piesa se prezintă într-o bună stare de conservare. A fost confecționată dintr-un silex cenușiu, ușor translucid. Nu a fost observate retușe. | Muzeul de Istorie și Arheologie, Tulcea                      | Cimec    |
|      | Gratoar pe lamă             | Datare: mil. V a. Chr. Descoperit: jud. Tulcea, com. Crișan, Mila 23, Taraschina Material: silex, debitaj, percuție                                                                    | Piesa se prezintă în foarte bună stare de conservare. A fost confecționată dintr-un silex maroniu. Profilul transversal este trapezoidal. Atât frontul cât și marginile au fost retușate. | Muzeul de Istorie și Arheologie, Tulcea                      | Cimec    |
|      | Lamă                        | Datare: mil. V a. Chr. Descoperit: jud. Tulcea, com. Crișan, Mila 23, Taraschina Material: silex, debitaj, percuție                                                                    | Piesa se prezintă în stare fragmentară, lipsind ambele extremități. A fost confecționată dintr-un silex maroniu. Ambele margini au fost retușate. | Muzeul de Istorie și Arheologie, Tulcea                      | Cimec    |
|      | Așchie                      | Datare: mil. V a. Chr. Descoperit: jud. Tulcea, com. Crișan, Mila 23, Taraschina Material: silex, debitaj, percuție                                                                    | Piesa se prezintă în stare bună de conservare. A fost confecționată dintr-un silex maroniu pigmentat cu incluziuni de culoare albă. Nu au fost realizate retușe. | Muzeul de Istorie și Arheologie, Tulcea                      | Cimec    |
|      | Așchie                      | Datare: mil. V a. Chr. Descoperit: jud. Tulcea, com. Crișan, Mila 23, Taraschina Material: silex, debitaj, percuție                                                                    | Piesa se prezintă în stare bună de conservare. A fost confecționată dintr-un silex crem pigmentat cu incluziuni roșiatice. Nu au fost realizate retușe. | Muzeul de Istorie și Arheologie, Tulcea                      | Cimec    |
|      | Așchie                      | Datare: mil. V a. Chr. Descoperit: jud. Tulcea, com. Crișan, Mila 23, Taraschina Material: silex, debitaj, percuție                                                                    | Piesa se prezintă în bună stare de conservare. A fost confecționată dintr-un silex cenușiu translucid. Nu au fost realizate retușe. | Muzeul de Istorie și Arheologie, Tulcea                      | Cimec    |
|      | Așchie                      | Datare: mil. V a. Chr. Descoperit: jud. Tulcea, com. Crișan, Mila 23, Taraschina Material: silex, debitaj, percuție                                                                    | Piesa se prezintă în stare bună de conservare. A fost confecționată dintr-un silex maroniu. Nu au fost realizate retușe. | Muzeul de Istorie și Arheologie, Tulcea                      | Cimec    |
|      | Piesă intermediară          | Datare: mil. V a. Chr. Descoperit: jud. Tulcea, com. Crișan, Mila 23, Taraschina Material: silex, debitaj, percuție                                                                    | Piesa se prezintă în stare fragmentară. A fost confecționată dinr-un silex maroniu. Este foarte probabil să fi fost folosită ca piesă intermediară în cadrul unor activități ce au presupus o percuție puternică, ceea ce explică desprinderea a numeroase fragmnete din corpul său. | Muzeul de Istorie și Arheologie, Tulcea                      | Cimec    |
|      | Gratoar                     | Datare: mil. V a. Chr. Descoperit: jud. Tulcea, com. Crișan, Mila 23, Taraschina Material: silex, debitaj, percuție                                                                    | Piesa se prezintă în foarte bună stare de conservare. A fost confecționată dintr-un silex maroniu. Atât frontul cât și marginile au fost puternic retușate. | Muzeul de Istorie și Arheologie, Tulcea                      | Cimec    |
|      | Lamă                        | Datare: mil. V a. Chr. Descoperit: jud. Tulcea, com. Crișan, Mila 23, Taraschina Material: silex, debitaj, percuție                                                                    | Piesa se prezintă în stare fragmentară. Datorită faptului că a fost surprinsă într-un incendiu puternic s-au desprins numeroase fragmente din corpul și nici nu ne putem pronunța asupra tipului de materie primă. Marginea păstrată a fost retușată. | Muzeul de Istorie și Arheologie, Tulcea                      | Cimec    |
|      | Piesă intermediară          | Datare: mil. V a. Chr. Descoperit: jud. Tulcea, com. Crișan, Mila 23, Taraschina Material: silex, debitaj, percuție                                                                    | Piesa se prezintă în stare fragmentară. A fost confecționată dintr-un silex maroniu. Datorită faptului că a fost utilizată ca piesă intermediară în cadrul unor activități s-au desprins fragmente din corpul său și s-a format retușul vibrat. | Muzeul de Istorie și Arheologie, Tulcea                      | Cimec    |
|      | Lamă                        | Datare: mil. V a. Chr. Descoperit: jud. Tulcea, com. Crișan, Mila 23, Taraschina Material: silex, debitaj, percuție                                                                    | Piesa se prezintă în stare fragmentară, lipsind ambele extremități. A fost confecționată dintr-un silex maroniu dechis. Profilul transversal este trapezoidal. Una dintre margini a fost retușată. | Muzeul de Istorie și Arheologie, Tulcea                      | Cimec    |
|      | Vârf                        | Datare: mil. V a. Chr. Descoperit: jud. Tulcea, com. Crișan, Mila 23, Taraschina Material: silex, debitaj, percuție                                                                    | Piesa se prezintă în stare fragmentară, păstrându-se doar extremitatea distală. A fost confecționată dintr-un silex maroniu. Marginile au fost puternic retușate conducând către formarea vârfului. | Muzeul de Istorie și Arheologie, Tulcea                      | Cimec    |
|      | Lamă                        | Datare: mil. V a. Chr. Descoperit: jud. Tulcea, com. Crișan, Mila 23, Taraschina Material: silex, debitaj, percuție                                                                    | Piesa se prezintă în stare fragmentară, păstrându-se doar extremitatea distală. A fost confecționată dintr-un silex maroniu ce prezintă inserții roșiatice. Una dintre margini este reprezentată prin cortex. Nu au fost realizate retușe. | Muzeul de Istorie și Arheologie, Tulcea                      | Cimec    |
|      | Racloar                     | Datare: mil. V a. Chr. Descoperit: jud. Tulcea, com. Crișan, Mila 23, Taraschina Material: silex, debitaj, percuție                                                                    | Piesa se prezintă în stare fragmentară. A fost confecționată dintr-un silex de culoare neagră, pigmentat cu incluziuni de culoare albă. Retușele au fost realizate pe una dintre margini în apropierea extremității proximale. | Muzeul de Istorie și Arheologie, Tulcea                      | Cimec    |
|      | Gratoar pe lamă             | Datare: mil. V a. Chr. Descoperit: jud. Tulcea, com. Crișan, Mila 23, Taraschina Material: silex, debitaj, percuție                                                                    | Piesa se prezintă în stare fragmentară. A fost confecționat dintr-un silex maroniu. Profilul transversal este trapezoidal. Frontul a fost retușat. | Muzeul de Istorie și Arheologie, Tulcea                      | Cimec    |
|      | Lamă                        | Datare: mil. V a. Chr. Descoperit: jud. Tulcea, com. Crișan, Mila 23, Taraschina Material: silex, debitaj, percuție indirectă                                                          | Piesa se prezintă în stare fragmentară, lipsind extremitatea distală. A fost confecționată dintr-un silex roșiatic. Profilul transversal este trapezoidal. Marginile au fost retușate. | Muzeul de Istorie și Arheologie, Tulcea                      | Cimec    |
|      | Gratoar                     | Datare: mil. V a. Chr. Descoperit: jud. Tulcea, com. Crișan, Mila 23, Taraschina Material: silex, debitaj, percuție                                                                    | Piesa se prezintă în bună stare de conservare. A fost confecționată dintr-un silex parțial alburiu, pațial cenușiu închis. Retușele acoperă o bună parte din fața superioară. | Muzeul de Istorie și Arheologie, Tulcea                      | Cimec    |
|      | Gratoar pe lamă             | Datare: mil. V a. Chr. Descoperit: jud. Tulcea, com. Crișan, Mila 23, Taraschina Material: silex, debitaj, percuție                                                                    | Piesa se prezintă în stare fragmentară. A fost confecționată din silex maroniu pigmentat cu incluziuni de culoare albă. Profilul transversal este trapezoidal. Atât frontul cât și marginile au fost retușate. | Muzeul de Istorie și Arheologie, Tulcea                      | Cimec    |
|      | Așchie                      | Datare: mil. V a. Chr. Descoperit: jud. Tulcea, com. Crișan, Mila 23, Taraschina Material: silex, debitaj, percuție                                                                    | Piesa se prezintă în stare fragmentară. A fost confecționată dintr-un silex negru pigmentat cu incluziuni de culoare albă. Nu au fost realizate retușe. | Muzeul de Istorie și Arheologie, Tulcea                      | Cimec    |
|      | Piesă intermediară          | Datare: mil. V a. Chr. Descoperit: jud. Tulcea, com. Crișan, Mila 23, Taraschina Material: silex, debitaj, percuție                                                                    | Piesa se prezintă în stare fragmentară. A fost confecționată dintr-un silex maroniu cu incluziuni albe. Retușele au acoperit în întregime ambele fețe. A fost utilizată ca piesă intermediară în activități ce au presupus o percuție puternică, ceea ce a determinat desprinderea unor fragmente din corpul său. | Muzeul de Istorie și Arheologie, Tulcea                      | Cimec    |
|      | Așchie                      | Datare: mil. V a. Chr. Descoperit: jud. Tulcea, com. Crișan, Mila 23, Taraschina Material: silex, debitaj, percuție                                                                    | Piesa se prezintă în bună stare de conservare. A fost confecționată dintr-un silex de culoare neagră. Pe o mică porțiune prezintă cortex. Nu au fost realizate retușe. | Muzeul de Istorie și Arheologie, Tulcea                      | Cimec    |
|      | Așchie                      | Datare: mil. V a. Chr. Descoperit: jud. Tulcea, com. Crișan, Mila 23, Taraschina Material: silex, debitaj, percuție                                                                    | Piesa se prezintă în bună stare de conservare. A fost confecționată dintr-un silex de culoare neagră. Pe o mică porțiune prezintă cortex. Nu au fost realizate retușe. | Muzeul de Istorie și Arheologie, Tulcea                      | Cimec    |
|      | Gratoar                     | Datare: mil. V a. Chr. Descoperit: jud. Tulcea, com. Crișan, Mila 23, Taraschina Material: silex, debitaj, percuție                                                                    | Piesa se prezintă în stare fragmentară. A fost confecționată dintr-un silex maroniu pigmentat cu incluziuni de culoare albă translucid. Frontul și marginile au fost retușate. | Muzeul de Istorie și Arheologie, Tulcea                      | Cimec    |
|      | Lamă                        | Datare: mil. V a. Chr. Descoperit: jud. Tulcea, com. Crișan, Mila 23, Taraschina Material: silex, debitaj, percuție                                                                    | Piesa se prezintă în stare fragmentară, lipsind extremitatea distală. A fost confecționată dintr-un silex maroniu pigmentat cu incluziuni de culoare roșiatică. Profilul transversal este trapezoidal. Una dintre margini a fost retușată. | Muzeul de Istorie și Arheologie, Tulcea                      | Cimec    |
|      | Lamă                        | Datare: mil. V a. Chr. Descoperit: jud. Tulcea, com. Crișan, Mila 23, Taraschina Material: silex, debitaj, percuție                                                                    | Piesa se prezintă în stare fragmentară, lipsind extremitatea distală. A fost confecționată dintr-un silex maroniu pigmentat cu incluziuni de culoare albă. Profilul transversal este trapezoidal. Ambele margini au fost retușate. Piesa a fost surprinsă într-un incendiu, ceea ce i-a afectat starea. | Muzeul de Istorie și Arheologie, Tulcea                      | Cimec    |
|      | Așchie                      | Datare: mil. V a. Chr. Descoperit: jud. Tulcea, com. Crișan, Mila 23, Taraschina Material: silex, debitaj, percuție                                                                    | Piesa se prezintă în stare fragmenatră, lipsind extremitatea distală. A fost confecționată dintr-un silex cenușiu translucid. Nu au fost realizate retușe. | Muzeul de Istorie și Arheologie, Tulcea                      | Cimec    |
|      | Așchie                      | Datare: mil. V a. Chr. Descoperit: jud. Tulcea, com. Crișan, Mila 23, Taraschina Material: silex, debitaj, percuție                                                                    | Piesa se prezintă în bună stare de conservare. A fost confecționată dintr-un silex cenușiu translucid. Nu au fost realizate retușe. | Muzeul de Istorie și Arheologie, Tulcea                      | Cimec    |
|      | Lamă                        | Datare: mil. V a. Chr. Descoperit: jud. Tulcea, com. Crișan, Mila 23, Taraschina Material: silex, debitaj, percuție                                                                    | Piesa se prezintă în stare fragmenatară. A fost confecționată dintr-un silex cenușiu translucid. Profilul transversal este trapezoidal. Nu au fost observate retușe. | Muzeul de Istorie și Arheologie, Tulcea                      | Cimec    |
|      | Piesă intermediară          | Datare: mil. V a. Chr. Descoperit: jud. Tulcea, com. Crișan, Mila 23, Taraschina Material: silex, debitaj, percuție                                                                    | Piesa se prezintă în stare fragmentară. A fost confecționată dintr-un silex maroniu. Profilul transversal este trapezoidal. A fost utilizată ca piesă intermediară în cadrul unor activități ce au presupus o percuție puternică ceea ce a determinat desprinderea unor fragmente apreciabile din corpul său și formarea unui retuș vibrat. | Muzeul de Istorie și Arheologie, Tulcea                      | Cimec    |
|      | Gratoar pe lamă             | Datare: mil. V a. Chr. Descoperit: jud. Tulcea, com. Crișan, Mila 23, Taraschina Material: silex, debitaj, percuție                                                                    | Piesa se prezintă în stare fragmentară, lipsind extremitatea proximală. A fost confecționată dintr-un silex maroniu. Frontul și una dintre margini au fost retușate. | Muzeul de Istorie și Arheologie, Tulcea                      | Cimec    |
|      | Gratoar                     | Datare: mil. V a. Chr. Descoperit: jud. Tulcea, com. Crișan, Mila 23, Taraschina Material: silex, debitaj, percuție                                                                    | Piesa se prezintă într-o foarte bună stare de conservare. A fost confecționată dintr-un silex maroniu pigmentat cu incluziuni de culoare albă. Atât frontul cât și marginile au fost retușate. | Muzeul de Istorie și Arheologie, Tulcea                      | Cimec    |
|      | Lamă                        | Datare: mil. V a. Chr. Descoperit: jud. Tulcea, com. Crișan, Mila 23, Taraschina Material: silex, debitaj, percuție                                                                    | Piesa se prezintă în stare fragmentară, lipsind ambele extremități. A fost confecționată dintr-un silex crem. Profilul transversal este triunghiular neregulat. Nu au fost realizate retușe. | Muzeul de Istorie și Arheologie, Tulcea                      | Cimec    |
|      | Așchie                      | Datare: mil. V a. Chr. Descoperit: jud. Tulcea, com. Crișan, Mila 23, Taraschina Material: silex, debitaj, percuție                                                                    | Piesa se prezintă în stare bună de conservare. A fost confecționată dintr-un silex maroniu. Fața superioară este acoperită în mare parte de cortex. | Muzeul de Istorie și Arheologie, Tulcea                      | Cimec    |
|      | Așchie                      | Datare: mil. V a. Chr. Descoperit: jud. Tulcea, com. Crișan, Mila 23, Taraschina Material: silex, debitaj, percuție                                                                    | Pisa se prezintă în stare bună de conservare. A fost confecționată dintr-un silex maroniu. Nu au fost realizate retușe. | Muzeul de Istorie și Arheologie, Tulcea                      | Cimec    |
|      | Piesă intermediară          | Datare: mil. V a. Chr. Descoperit: jud. Tulcea, com. Crișan, Mila 23, Taraschina Material: silex, debitaj, percuție                                                                    | Piesa se prezintă în stare fragmentară. A fost confecționată dintr-un silex roșiatic. Foarte probabil a fost utilizată ca piesă intermediară în cadrul unor activități ce au presupus o percuție puternică, ceea ce a determinat desprinderea a numeroase fragmente din corpul său. | Muzeul de Istorie și Arheologie, Tulcea                      | Cimec    |
|      | Gratoar                     | Datare: mil. V a. Chr. Descoperit: jud. Tulcea, com. Crișan, Mila 23, Taraschina Material: silex, debitaj, percuție                                                                    | Piesa se prezintă în stare bună de conservare. A fost confecționată dintr-un silex cenușiu, ușor translucid pe margini. Atât marginile cât și frontul au fost retușate. | Muzeul de Istorie și Arheologie, Tulcea                      | Cimec    |
|      | Lamă                        | Datare: mil. V a. Chr. Descoperit: jud. Tulcea, com. Crișan, Mila 23, Taraschina Material: silex, debitaj, percuție                                                                    | Piesa se prezintă în stare fragmentară, ca urmare a spargerii lipsind extremitatea distală. A fost confecționată dintr-un silex maroniu. Profilul transversal este triunghiular. Ambele margini au fost retușate. Una dintre margini prezintă lustru. | Muzeul de Istorie și Arheologie, Tulcea                      | Cimec    |
|      | Gratoar pe lamă             | Datare: mil. V a. Chr. Descoperit: jud. Tulcea, com. Crișan, Mila 23, Taraschina Material: silex, debitaj, percuție                                                                    | Piesa se prezintă în stare fragmentară. A fost confecționată dintr-un silex maroniu pigmentat cu incluziuni de culoare albă. Profilul transversal este trapezoidal. Frontul și una dintre margini au fost retușate. Cealaltă margine prezintă retușe fine de utilizare. | Muzeul de Istorie și Arheologie, Tulcea                      | Cimec    |
|      | Vârf                        | Datare: mil. V a. Chr. Descoperit: jud. Tulcea, com. Crișan, Mila 23, Taraschina Material: silex, debitaj, percuție                                                                    | | Muzeul de Istorie și Arheologie, Tulcea                      | Cimec    |
|      | Așchie                      | Datare: mil. V a. Chr. Descoperit: jud. Tulcea, com. Crișan, Mila 23, Taraschina Material: silex, debitaj, percuție                                                                    | Piesa se prezintă în stare fragmentară. A fost confecționată dintr-un silex cenușiu. Nu au fost realizate retușe. | Muzeul de Istorie și Arheologie, Tulcea                      | Cimec    |
|      | Vârf                        | Datare: mil. V a. Chr. Descoperit: jud. Tulcea, com. Crișan, Mila 23, Taraschina Material: silex, debitaj, percuție                                                                    | Piesa se prezintă în foarte bună stare de conservare. A fost confecționată dintr-un silex cenușiu, ușor translucid, pigmentat cu incluziuni de culoare albă. Ambele fețe au fost retușate. | Muzeul de Istorie și Arheologie, Tulcea                      | Cimec    |
|      | Vârf                        | Datare: mil. V a. Chr. Descoperit: jud. Tulcea, com. Crișan, Mila 23, Taraschina Material: silex, debitaj, percuție                                                                    | Piesa se prezintă în foarte bună stare de conservare. A fost confecționată dintr-un silex maroniu pigmentat cu incluziuni de culoare albă. Ambele fețe au fost retușate. | Muzeul de Istorie și Arheologie, Tulcea                      | Cimec    |
|      | Așchie                      | Datare: mil. V a. Chr. Descoperit: jud. Tulcea, com. Crișan, Mila 23, Taraschina Material: silex, debitaj, percuție                                                                    | Piesa se prezintă în stare bună de conservare. A fost confecționată dintr-un silex parțial cenușiu, parțial alb. Nu au fost realizate retușe | Muzeul de Istorie și Arheologie, Tulcea                      | Cimec    |
|      | Așchie                      | Datare: mil. V a. Chr. Descoperit: jud. Tulcea, com. Crișan, Mila 23, Taraschina Material: silex, debitaj, percuție                                                                    | Piesa se prezintă în stare fragmentară, lipsind extremitatea proximală. A fost confecționată dintr-un silex cenușiu. Nu au fost realizate retușe. | Muzeul de Istorie și Arheologie, Tulcea                      | Cimec    |
|      | Lamă                        | Datare: mil. V a. Chr. Descoperit: jud. Tulcea, com. Crișan, Mila 23, Taraschina Material: silex, debitaj, percuție                                                                    | Piesa se prezintă în stare fragmentară, ca urmare a spargerii lipsind cele două extremități. A fost confecționată dintr-un silex maroniu. Profilul transversal este triunghiular. Ambele margini prezintă retușe fine de utilizare. | Muzeul de Istorie și Arheologie, Tulcea                      | Cimec    |
|      | Lamă                        | Datare: mil. V a. Chr. Descoperit: jud. Tulcea, com. Crișan, Mila 23, Taraschina Material: silex, debitaj, percuție                                                                    | Piesa se prezintă în stare fragmentară, extremitatea proximală lipsind. A fost confecționată dintr-un silex de culoare neagră. Nu au fost realizate retușe. | Muzeul de Istorie și Arheologie, Tulcea                      | Cimec    |
|      | Lamă                        | Datare: mil. V a. Chr. Descoperit: jud. Tulcea, com. Crișan, Mila 23, Taraschina Material: silex, debitaj, percuție                                                                    | Piesa se prezintă în stare fragmentară, ca urmare a spargerii lipsind cele două extremități. A fost confecționată dintr-un silex maroniu. Profilul transversal este trapezoidal. Ambele margini au fost retușate. | Muzeul de Istorie și Arheologie, Tulcea                      | Cimec    |
|      | Lamă                        | Datare: mil. V a. Chr. Descoperit: jud. Tulcea, com. Crișan, Mila 23, Taraschina Material: silex, debitaj, percuție                                                                    | Piesa se prezintă în stare fragmentară, ca urmare a spargerii lipsind cele două extremități. A fost confecționată dintr-un silex maroniu. Ambele margini au fost retușate. | Muzeul de Istorie și Arheologie, Tulcea                      | Cimec    |
|      | Lamă                        | Datare: mil. V a. Chr. Descoperit: jud. Tulcea, com. Crișan, Mila 23, Taraschina Material: silex, debitaj, percuție                                                                    | Piesa se prezintă în stare fragmentară. A fost confecționată dintr-un silex maroniu cu incluziuni de culoare albă. Ca urmare a spargerii nu s-a păstrat decât extremitatea proximală. | Muzeul de Istorie și Arheologie, Tulcea                      | Cimec    |
|      | Vârf                        | Datare: mil. V a. Chr. Descoperit: jud. Tulcea, com. Crișan, Mila 23, Taraschina Material: silex, debitaj, percuție                                                                    | Piesa se prezintă în foarte bună stare de conservare. A fost confecționată dintr-un silex maroniu. Retușele au acoperit în întregime fața superioară precum și cele două extremități pe fața inferioară. | Muzeul de Istorie și Arheologie, Tulcea                      | Cimec    |
|      | Așchie                      | Datare: mil. V a. Chr. Descoperit: jud. Tulcea, com. Crișan, Mila 23, Taraschina Material: silex, debitaj, percuție                                                                    | Piesa se prezintă în stare fragmentară. A fost confecționată dintr-un silex de culoare neagră. Nu au fost observate retușe. | Muzeul de Istorie și Arheologie, Tulcea                      | Cimec    |
|      | Așchie                      | Datare: mil. V a. Chr. Descoperit: jud. Tulcea, com. Crișan, Mila 23, Taraschina Material: silex, debitaj, percuție                                                                    | Piesa se prezintă în stare fragmentară. A fost confecționată dintr-un silex parțial negru pigmentat cu incluziuni de culoare albă și parțial cenușiu. Nu s-a păstrat decât extremitatea proximală, și aceasta incompletă. | Muzeul de Istorie și Arheologie, Tulcea                      | Cimec    |
|      | Așchie                      | Datare: mil. V a. Chr. Descoperit: jud. Tulcea, com. Crișan, Mila 23, Taraschina Material: silex, debitaj, percuție                                                                    | Piesa se prezintă în stare fragmentară. A fost confecționată dintr-un silex maroniu pigmentat cu incluziuni de culoare albă. Nu s-a păstrat decât extremitatea proximală, și aceasta incompletă. | Muzeul de Istorie și Arheologie, Tulcea                      | Cimec    |
|      | Lamă                        | Datare: mil. V a. Chr. Descoperit: jud. Tulcea, com. Crișan, Mila 23, Taraschina Material: silex, debitaj, percuție                                                                    | Piesa se prezintă în stare fragmentară. A fost confecționată dintr-un silex maroniu deschis. Foarte probabil, reprezintă un fragment dintr-o lamă neretușată. | Muzeul de Istorie și Arheologie, Tulcea                      | Cimec    |
|      | Piesă intermediară          | Datare: mil. V a. Chr. Descoperit: jud. Tulcea, com. Crișan, Mila 23, Taraschina Material: silex, debitaj, percuție                                                                    | Piesa se prezintă în stare fragmentară. A fost confecționată dintr-un silex maroniu. Utilizarea sa ca piesă intermediară în activități ce au presupus o percuție puternică, a determinat dsprinderea a numeroase fragmente din corpul său. | Muzeul de Istorie și Arheologie, Tulcea                      | Cimec    |
|      | Vârf                        | Datare: mil. V a. Chr. Descoperit: jud. Tulcea, com. Crișan, Mila 23, Taraschina Material: silex, debitaj, percuție                                                                    | Piesa se prezintă în stare fragmentară. A fost confecționat dintr-un silex cenușiu. Atât marginile cât și extremitatea distală au fost retușate. | Muzeul de Istorie și Arheologie, Tulcea                      | Cimec    |
|      | Așchie                      | Datare: mil. V a. Chr. Descoperit: jud. Tulcea, com. Crișan, Mila 23, Taraschina Material: silex, debitaj, percuție                                                                    | Piesa se prezintă în stare bună de conservare. A fost confecționat dintr-un silex de culoare neagră, pigmentat cu incluziuni de culoare albă. Au fost observate retușe. | Muzeul de Istorie și Arheologie, Tulcea                      | Cimec    |
|      | Racloar                     | Datare: mil. V a. Chr. Descoperit: jud. Tulcea, com. Crișan, Mila 23, Taraschina Material: silex, debitaj, percuție                                                                    | Piesa se prezintă în foarte bună stare de conservare. A fost confecționată dintr-un silex negru. Fața superioară, de formă bombată, a fost retușată în întregime. | Muzeul de Istorie și Arheologie, Tulcea                      | Cimec    |
|      | Gratoar pe lamă             | Datare: mil. V a. Chr. Descoperit: jud. Tulcea, com. Crișan, Mila 23, Taraschina Material: silex, debitaj, percuție                                                                    | Piesa se prezintă în stare fragmentară. A fost confecționată dintr-un silex cenușiu translucid, pigmentat cu mici incluziuni de culoare albă. Profilul transversal este triunghiular. Doar frontul a fost retușat. | Muzeul de Istorie și Arheologie, Tulcea                      | Cimec    |
|      | Gratoar                     | Datare: mil. V a. Chr. Descoperit: jud. Tulcea, com. Crișan, Mila 23, Taraschina Material: silex, debitaj, percuție                                                                    | Piesa se prezintă în foarte bună stare de conservare. A fost confecționată dintr-un silex maroniu. Talonul este neted. Atât marginile cât și frontul au fost puternic retușate. | Muzeul de Istorie și Arheologie, Tulcea                      | Cimec    |
|      | Așchie                      | Datare: mil. V a. Chr. Descoperit: jud. Tulcea, com. Crișan, Mila 23, Taraschina Material: silex, debitaj, percuție                                                                    | Piesa se prezintă în stare bună de conservare. A fost confecționată dintr-un silex maroniu. Nu prezintă retușe. | Muzeul de Istorie și Arheologie, Tulcea                      | Cimec    |
|      | Așchie                      | Datare: mil. V a. Chr. Descoperit: jud. Tulcea, com. Crișan, Mila 23 Mila 23, Taraschina Material: silex, debitaj, percuție                                                            | Piesa se prezintă în stare bună de conservare. A fost confecționată dintr-un silex maroniu. Nu prezintă retușe. | Muzeul de Istorie și Arheologie, Tulcea                      | Cimec    |
|      | Gratoar pe lamă             | Datare: mil. V a. Chr. Descoperit: jud. Tulcea, com. Crișan, Mila 23, Taraschina Material: silex, debitaj, percuție                                                                    | Piesa se prezintă într-o stare relativ bună de conservare. A fost confecționat dintr-un silex maroniu pigmentat cu incluziuni de culoare albă și dungulițe de culoare roșie. Una dintre margini și cele două extremități au fost retușate. | Muzeul de Istorie și Arheologie, Tulcea                      | Cimec    |
|      | Gratoar                     | Datare: mil. V a. Chr. Descoperit: jud. Tulcea, com. Crișan, Mila 23, Taraschina Material: silex, debitaj, percuție                                                                    | Piesa se prezintă în stare bună de conservare. A fost confecționată dintr-un silex maroniu deschis. Talonul este neted. Ambele margini și frontul au fost retușate. | Muzeul de Istorie și Arheologie, Tulcea                      | Cimec    |
|      | Gratoar                     | Datare: mil. V a. Chr. Descoperit: jud. Tulcea, com. Crișan, Mila 23, Taraschina Material: silex, debitaj, percuție directă                                                            | Piesa se prezintă într-o stare relativ bună de conservare. A fost confecționată dintr-un silex roșiatic. Una dintre margini și frontul au fost retușate. | Muzeul de Istorie și Arheologie, Tulcea                      | Cimec    |
|      | Racloar                     | Datare: mil. V a. Chr. Descoperit: jud. Tulcea, com. Crișan, Mila 23, Taraschina Material: silex, debitaj, percuție                                                                    | Piesa se prezintă într-o stare relativ bună de conservare. A fost confecționată dintr-un silex negru. Latura neretușată este reprezentată de cortex. Una dintre margini a fost puternic retușată. | Muzeul de Istorie și Arheologie, Tulcea                      | Cimec    |
|      | Așchie                      | Datare: mil. V a. Chr. Descoperit: jud. Tulcea, com. Crișan, Mila 23, Taraschina Material: silex, debitaj, percuție                                                                    | Piesa se prezintă într-o bună stare de conservare. A fost confecționată dintr-un silex negru pigmentat cu pete cenușii. Nu au fost observate retușate. | Muzeul de Istorie și Arheologie, Tulcea                      | Cimec    |
|      | Lamă                        | Datare: mil. V a. Chr. Descoperit: jud. Tulcea, com. Crișan, Mila 23, Taraschina Material: silex, debitaj, percuție                                                                    | Piesa se prezintă în stare fragmentară, lipsind atât extremitatea distală cât și cea proximală. A fost confecționată dintr-un silex maroniu pigmentat cu incluziuni de culoare albă. Una dintre margini a fost puternic retușată, iar cealaltă prezintă retușe de utilizare. | Muzeul de Istorie și Arheologie, Tulcea                      | Cimec    |
|      | Lamă                        | Datare: mil. V a. Chr. Descoperit: jud. Tulcea, com. Crișan, Mila 23, Taraschina Material: silex, debitaj, percuție                                                                    | Piesa se prezintă în stare precară de conservare, păstrându-se doar extremitatea proximală. A fost confecționată dintr-un silex maroniu. Ambele margini au fost retușate. | Muzeul de Istorie și Arheologie, Tulcea                      | Cimec    |
|      | Gratoar pe așchie           | Datare: mil. V a. Chr. Descoperit: jud. Tulcea, com. Crișan, Mila 23, Taraschina Material: silex, debitaj, percuție                                                                    | Piesa se prezintă în stare relativ bună de conservare. A fost confecționată dintr-un silex cenușiu. Doar frontul a fost ușor retușat. | Muzeul de Istorie și Arheologie, Tulcea                      | Cimec    |
|      | Așchie                      | Datare: mil. V a. Chr. Descoperit: jud. Tulcea, com. Crișan, Mila 23, Taraschina Material: silex, debitaj, percuție                                                                    | Piesa se află într-o stare bună de conservare. A fost confecționată dintr-un silex negru. Lateral, pe o mică suprafață prezintă cortex. Nu au fost observate retușe. | Muzeul de Istorie și Arheologie, Tulcea                      | Cimec    |
|      | Piesă intermediară          | Datare: mil. V a. Chr. Descoperit: jud. Tulcea, com. Crișan, Mila 23, Taraschina Material: silex, debitaj, percuție                                                                    | Piesa se prezintă într-o stare precară de conservare. A fost confecționată dintr-un silex maroniu. Ca urmare a utilizării ca piesă intermediară în activități ce au presupus o percuție puternică întreaga sa suprafață a fost afectată. | Muzeul de Istorie și Arheologie, Tulcea                      | Cimec    |
|      | Vârf                        | Datare: mil. V a. Chr. Descoperit: jud. Tulcea, com. Crișan, Mila 23, Taraschina Material: silex, debitaj, percuție                                                                    | Piesa se păstrează în stare fragmentară, sub forma extremității distale. A fost confecționată dintr-un silex maroniu. Întreaga suprafață păstrată a fost retușată. | Muzeul de Istorie și Arheologie, Tulcea                      | Cimec    |
|      | Piesă intermediară          | Datare: mil. V a. Chr. Descoperit: jud. Tulcea, com. Crișan, Mila 23, Taraschina Material: silex, debitaj, percuție                                                                    | Piesa se prezintă într-o stare precară de conservare. A fost confecționată dintr-un silex cenușiu. Întreaga suprafață a fost retușată. | Muzeul de Istorie și Arheologie, Tulcea                      | Cimec    |
|      | Lamă                        | Datare: mil. V a. Chr. Descoperit: jud. Tulcea, com. Crișan, Mila 23, Taraschina Material: silex, debitaj, percuție                                                                    | Piesa se prezintă în stare fragmentară. A fost confecționată dintre-un silex maroniu deschis. Ca urmare a spargerii nici una dintre extremități nu s-a păstrat. Ambele margini au fost retușate. | Muzeul de Istorie și Arheologie, Tulcea                      | Cimec    |
|      | Lamă                        | Datare: mil. V a. Chr. Descoperit: jud. Tulcea, com. Crișan, Mila 23, Taraschina Material: silex, debitaj, percuție                                                                    | Piesa se prezintă în stare fragmentară. A fost confecționat dintr-un silex maroniu pigmentat cu incluziuni de culoare albă. Nu au fost observate retușe. | Muzeul de Istorie și Arheologie, Tulcea                      | Cimec    |
|      | Străpungător                | Datare: mil. V a. Chr. Descoperit: jud. Tulcea, com. Crișan, Mila 23, Taraschina Material: silex, debitaj, percuție                                                                    | Piesa se prezintă în stare precară de conservare. A fost confecționată dintr-un silex maroniu pigmentat cu incluziuni albe. Atât marginile cât și extremitatea distală au fost retușate. | Muzeul de Istorie și Arheologie, Tulcea                      | Cimec    |
|      | Gratoar pe așchie           | Datare: mil. V a. Chr. Descoperit: jud. Tulcea, com. Crișan, Mila 23, Taraschina Material: silex, debitaj, percuție                                                                    | Piesa se prezintă în stare relativ bună de conservare. Piesa a fost confecționată dintr-un silex alburiu cu o mică parte ușor cenușie. La nivelul extremității proximale prezintă pe o mică porțiune cortex. Întreaga suprafață a fost retușată. | Muzeul de Istorie și Arheologie, Tulcea                      | Cimec    |
|      | Lamă                        | Datare: mil. V a. Chr. Descoperit: jud. Tulcea, com. Crișan, Mila 23, Taraschina Material: silex, debitaj, percuție                                                                    | Piesa se prezintă în stare precară de conservare. A fost confecționată dintr-un silex maroniu pigmentat cu incluziuni de culoare albă. Marginile prezintă retușe fine de utilizare. | Muzeul de Istorie și Arheologie, Tulcea                      | Cimec    |
|      | Așchie                      | Datare: mil. V a. Chr. Descoperit: jud. Tulcea, com. Crișan, Mila 23, Taraschina Material: silex, debitaj, percuție                                                                    | Piesa se prezintă într-o stare de conservare relativ precară. A fost confecționată dintr-un silex cenușiu translucid. Nu au fost observate retușe. | Muzeul de Istorie și Arheologie, Tulcea                      | Cimec    |
|      | Lamă                        | Datare: mil. V a. Chr. Descoperit: jud. Tulcea, com. Crișan, Mila 23, Taraschina Material: silex, debitaj, percuție                                                                    | Piesa se prezintă în stare fragmentară, ca urmare a spargerii nepăstrându-se cele două extremități. A fost confecționatî dintr-un silex maroniu. Profilul transversal este triunghiular. Pe cele două margini se observă retușe fine de utilizare. | Muzeul de Istorie și Arheologie, Tulcea                      | Cimec    |
|      | Lamă                        | Datare: mil. V a. Chr. Descoperit: jud. Tulcea, com. Crișan, Mila 23, Taraschina Material: silex, debitaj, percuție                                                                    | Piesa se prezintă în stare fragmentară. A fost confecționat dintr-un silex maroniu. Profilul transversal este trapezoidal. Pe margini se observă retușe foarte fine de utilizare. | Muzeul de Istorie și Arheologie, Tulcea                      | Cimec    |
|      | Piesă intermediară          | Datare: mil. V a. Chr. Descoperit: jud. Tulcea, com. Crișan, Mila 23, Taraschina Material: silex, debitaj, percuție                                                                    | Piesa se prezintă în stare fragmentară. A fost confecționată dintr-un silex maroniu. Datorită faptului că a fost utilizată ca piesă intermediară în cadrul unor activități s-au desprins fragmente din corpul său și s-a format retușul vibrat. | Muzeul de Istorie și Arheologie, Tulcea                      | Cimec    |
|      | Piesă intermediară          | Datare: mil. V a. Chr. Descoperit: jud. Tulcea, com. Crișan, Mila 23, Taraschina Material: silex, debitaj, percuție                                                                    | Piesa se prezintă în stare fragmentară. A fost confecționată dintr-un silex maroniu. Includerea sa ca piesă intermediară în activități ce au presupus o percuție puternică a determinat desprinderea unor fragmente importante. | Muzeul de Istorie și Arheologie, Tulcea                      | Cimec    |
|      | Gratoar                     | Datare: mil. V a. Chr. Descoperit: jud. Tulcea, com. Crișan, Mila 23, Taraschina Material: silex, debitaj, percuție                                                                    | Piesa se prezintă în stare fragmentară. A fost confecționată dintr-un calcar silicios. Doar frontul a fost retușat. | Muzeul de Istorie și Arheologie, Tulcea                      | Cimec    |
|      | Piesă intermediară          | Datare: mil. V a. Chr. Descoperit: jud. Tulcea, com. Crișan, Mila 23, Taraschina Material: silex, debitaj, percuție                                                                    | Piesa se prezintă în stare precară de conservare. A fost confecționată dintr-un silex maroniu pigmentat cu incluziuni de culoare albă. A fost utilizată ca piesă intermediară în activități ce au presupus o percuție puternică, ceea ce explică starea actuală. | Muzeul de Istorie și Arheologie, Tulcea                      | Cimec    |
|      | Lamă                        | Datare: mil. V a. Chr. Descoperit: jud. Tulcea, com. Crișan, Mila 23, Taraschina Material: silex, debitaj, percuție                                                                    | Piesa se prezintă în stare fragmentară. A fost confecționată dintr-un silex roșiatic. Ambele margini au fost retușate. | Muzeul de Istorie și Arheologie, Tulcea                      | Cimec    |
|      | Piesă în curs de prelucrare | Datare: mil. V a. Chr. Descoperit: jud. Tulcea, com. Crișan, Mila 23, Taraschina Material: silex, debitaj, percuție                                                                    | Piesa se prezintă în stare fragmentară. A fost confecționată dintr-un silex maroniu translucid. Fața superioară a fost în întregime retușată. Prelucrarea nefiind finalizată nu ne putem pronunța asupra funcționalității gândite pentru acest exemplar. | Muzeul de Istorie și Arheologie, Tulcea                      | Cimec    |
|      | Cataramă                    | Datare: sec. IV-V p.Chr. Descoperit: jud. Tulcea, com. Ostrov, Ostrov, Beroe-Piatra Frecăței Material: argint; turnare                                                                 | Cataramă din argint, formă ovală, limba de prindere mobilă. | Muzeul de Istorie și Arheologie, Tulcea                      | Cimec    |
|      | Colier                      | Datare: sec. IV p.Chr. Descoperit: jud. Tulcea, com. Ostrov, Ostrov, Beroe Piatra Frecăței Material: chihlimbar, pastă de sticlă                                                       | Colierul este format din 5 mărgele din pastă de sticlă cu urme de vopsea maro și verde-sidef, și o mărgică din chihlimbar. | Muzeul de Istorie și Arheologie, Tulcea                      | Cimec    |
|      | Cercel                      | Datare: sec. VI-VII p.Chr. Descoperit: jud. Tulcea, com. Ostrov, Ostrov, Beroe Piatra Frecăței Material: bronz, argintare, turnare                                                     | Cercel din bronz argintat, cu verigă circulară, cu capete libere. De veriga mare este lipită la partea inferioară o verigă mai mică de care sunt prinse în lateral două protuberanțe formate din câte trei mici perle de bronz aplatizate, la fel și în partea inferioară, dar de mai mari dimensiuni. Pe veriga mare sunt prinse în lateral alte două protuberanțe cu câte trei perle aplatizate. | Muzeul de Istorie și Arheologie, Tulcea                      | Cimec    |
|      | Spatha - cap                | Datare: sec. II p.Chr. Descoperit: jud. Tulcea, Isaccea, Noviodunum Material: opal; tăiere, sculptare                                                                                  | Piesa este din opal masiv, semisferică, decorul realizat cu caneluri „mediane”; prin orificiul vertical este introdusă o sârmă de argint nituită la partea inferioară și terminată în zona superioară printr-o verigă. | Muzeul de Istorie și Arheologie, Tulcea                      | Cimec    |
|      | Colier                      | Datare: sec. V p.Chr. Descoperit: jud. Tulcea, com. Ostrov, Ostrov, Beroe - Piatra Frecăței Material: pastă sticlă                                                                     | Colier din mărgele de pastă de sticlă. Culori: brun, verde, negru, albastru. Forme: circulare, discoidale, cilindrice, paralelipipedice. Colierul are o piesă cu nr. de inventar 926 în formă de urcior miniatural (h= 2 cm, DM= 1,2 cm), decorat cu linii în zig-zag pe corp și linii orizontale paralele spre gât și fund. | Muzeul de Istorie și Arheologie, Tulcea                      | Cimec    |
|      | Colier                      | Datare: sec. IV p.Chr. Descoperit: jud. Tulcea, com. Ostrov, Ostrov, Beroe Piatra Frecăței Material: sticlă, chihlimbar                                                                | Colier din mărgele de sticlă: o mărgică din chihlimbar, șase din sticlă de culoare bleu cu decor alb și roșu, una verde sferică, una neagră, iar restul negre în formă inelară și aurii, toate din sticlă. | Muzeul de Istorie și Arheologie, Tulcea                      | Cimec    |
|      | Colier                      | Datare: sfârșitul sec. IV - începutul sec. V p.Chr. Descoperit: jud. Tulcea, com. Ostrov, Ostrov, Beroe - Piatra Frecăței Material: sticlă, chihlimbar                                 | Colier de mărgele din pastă de sticlă și chihlimbar; patru mărgele din chihlimbar, două verzi din sticlă de formă aproximativ paralelipipedică, una de formă conică de culoare maron cu decor aplicat, una de culoare albastră, bitronconică. | Muzeul de Istorie și Arheologie, Tulcea                      | Cimec    |
|      | Colier                      | Datare: sec. IV-V p.Chr. Descoperit: jud. Tulcea, com. Ostrov, Ostrov, Beroe Piatra Frecăței Material: chihlimbar; sticlă                                                              | Colier din mărgele de sticlă și rășină naturală. Culori: verde, bej, maron, negru, bleu-transparent. Forme globulare, cilindrice neregulate, patrulatere. | Muzeul de Istorie și Arheologie, Tulcea                      | Cimec    |
|      | Colier                      | Datare: sec. V p.Chr. Descoperit: jud. Tulcea, com. Ostrov, Ostrov, Beroe Piatra Frecăței Material: pastă sticlă, chihlimbar                                                           | Colier format din 46 mărgele din pastă de sticlă și chihlimbar: negre, de mici dimensiuni, sferice; una de culoare maron, inelară; cinci din chihlimbar bitronconice, alte cinci sferice, patru de culoare brun-opac, de formă paralelipipedică. | Muzeul de Istorie și Arheologie, Tulcea                      | Cimec    |
|      | Colier                      | Datare: sec. IV-VI p.Chr. Descoperit: jud. Tulcea, com. Ostrov, Ostrov, Beroe Material: chihlimbar, sticlă                                                                             | Colier format din 18 mărgele: 1 biconică din chihlimbar; 11 perle șlefuite cu fațete neregulate din chihlimbar; 3 din sticlă, incoloră, cu urme de sidef, formă cilindrică; 4 din sticlă albastră de formă cilindrică, hexagonală, bitronconică. | Muzeul de Istorie și Arheologie, Tulcea                      | Cimec    |
|      | Colier                      | Datare: sec. IV-VII p.Chr. Descoperit: jud. Tulcea, com. Ostrov, Ostrov Material: chihlimbar, sticlă                                                                                   | Două mărgele chihlimbar; una albastră formă paralelipipedică, patru de culoare verzuie, formă sferică, trei negre formă sferică, patru albe, tubulare din care una este spartă. | Muzeul de Istorie și Arheologie, Tulcea                      | Cimec    |
|      | Colier                      | Datare: sec. IV p.Chr. Descoperit: jud. Tulcea, com. Ostrov, Ostrov, Beroe - Piatra Frecăței Material: cornalină, sticlă                                                               | Colier din 72 de mărgele: una din cornalină, de formă paralelipipedică dar șlefuită pe cele patru fețe în formă de romburi și triunghiuri, o mărgică albă, una albastră șlefuită și mărgele mici de formă sferică de culoare verde închis și maro. | Muzeul de Istorie și Arheologie, Tulcea                      | Cimec    |
|      | Colier                      | Datare: sec. IV-V p.Chr. Descoperit: jud. Tulcea, com. Ostrov, Ostrov, Beroe Piatra Frecăței Material: sticlă, chihlimbar                                                              | Colier format din 130 de mărgele: cinci mărgele din sticlă de culoare neagră, formă biconică cu patru fațete, șapte de culoare verde deschis, formă sferică; cinci din chihlimbar, formă disciodală, din care una fragmentară și una în formă de scarabeu; 112 mărgele din pastă sticlă albastră, translucide și mate. | Muzeul de Istorie și Arheologie, Tulcea                      | Cimec    |
|      | Colier                      | Datare: sec. V p.Chr. Descoperit: jud. Tulcea, com. Ostrov, Ostrov, Beroe Piatra Frecăței Material: sticlă, chihlimbar, bronz                                                          | Colier din 62 mărgele de sticlă, chihlimbar și bronz. Forme: tubulare, cilindrice, sferice. Culori: verde, albastru, maron, bej. Mărgica din chihlimbar are formă bitronconică. | Muzeul de Istorie și Arheologie, Tulcea                      | Cimec    |
|      | Colier                      | Datare: sec. IV p.Chr. Descoperit: jud. Tulcea, com. Ostrov, Ostrov, Beroe Piatra Frecăței Material: sticlă, chihlimbar, cornalină                                                     | Colier din mărgele: una din cornalină șlefuită în motiv romboidal, două mărgele din rășină naturală în formă de scarabeu, mărgele albastre și maron deschis de formă sferică. | Muzeul de Istorie și Arheologie, Tulcea                      | Cimec    |
|      | Colier                      | Datare: sec. VI p.Chr. Descoperit: jud. Tulcea, com. Ostrov, Ostrov, Beroe Piatra Frecăței Material: chihlimbar, sticlă                                                                | Colier din mărgele de sticlă și chihlimbar, din care 8 din sticlă albastră, una din sticlă verde, toate polifațetate; restul de 7 sunt din chihlimbar în formă de „bourse” (punguță de bani). | Muzeul de Istorie și Arheologie, Tulcea                      | Cimec    |
|      | Colier                      | Datare: sec. V-VI p.Chr. Descoperit: jud. Tulcea, com. Ostrov, Ostrov, Beroe Piatra Frecăței Material: pastă sticlă, chihlimbar                                                        | Colier format din: șapte mărgele din chihlimbar; o mărgică din pastă sticlă de culoare bleu, hexagonală; patru de formă bitronconică, din care una din pastă de sticlă albastră și trei gri și o mărgică din pastă de sticlă gri, formă neregulată. | Muzeul de Istorie și Arheologie, Tulcea                      | Cimec    |
|      | Colier                      | Datare: sec. IV p.Chr. Descoperit: jud. Tulcea, com. Ostrov, Ostrov, Beroe Piatra Frecăței Material: sticlă, chihlimbar, coral                                                         | Colier din 5 mărgele format din: una din chihlimbar, formă discoidală, alte două deteriorate; una din coral, formă cilindrică; una din sticlă, culoare albastră. | Muzeul de Istorie și Arheologie, Tulcea                      | Cimec    |
|      | Colier                      | Datare: sec. IV p.Chr. Descoperit: jud. Tulcea, com. Ostrov, Piatra Frecăței, Beroe Material: cornalină, sticlă; șlefuire, topire, perforare                                           | Mărgele din sticlă prismatice și discoidale, de culoare albastră, fațete rombice și triunghiulare, din care una este din cornalină transparentă, formă hexagonală. | Muzeul de Istorie și Arheologie, Tulcea                      | Cimec    |
|      | Colier                      | Datare: sec. IV-V p.Chr. Descoperit: jud. Tulcea, com. Ostrov, Ostrov, Beroe Piatra Frecăței Material: coral, cornalină, pastă sticlă                                                  | Colier din mărgele de coral, pastă de sticlă. Forme: inelare, circulare, poliedrice, discoidale. Culori: albastru-transparent, brun-roșcat, negru, bej, maro. Colierul conține un exemplar de mărgică decorată cu motivul „acoladei”, cu pastă albă (dimensiunile: L = 2,8 cm, și DM = 1 cm). | Muzeul de Istorie și Arheologie, Tulcea                      | Cimec    |
|      | Colier                      | Datare: sec. V-VI p.Chr. Descoperit: jud. Tulcea, com. Ostrov, Ostrov, Beroe-Piatra Frecăței Material: rășină naturală/chihlimbar, sticlă                                              | Colier din 16 mărgele de sticlă și rășină naturală. Forme: ovoidale, globulare, bipiramidale, hexagonale, fusiforme, paralelipipedice. Culori: bej, brun-roșcat, galben-auriu (sidefat). Un exemplar are aplicați trei „ochi” de culoare brun-roșcat cu un punct negru. | Muzeul de Istorie și Arheologie, Tulcea                      | Cimec    |
|      | Colier                      | Datare: sec. IV p.Chr. Descoperit: jud. Tulcea, com. Ostrov, Ostrov, Beroe Piatra Frecăței Material: sticlă, chihlimbar                                                                | Colier din mărgele: o mărgică sferică, două mărgele sferice din chihlimbar și trei sticlă sidefată. | Muzeul de Istorie și Arheologie, Tulcea                      | Cimec    |
|      | Colier                      | Datare: sec. V-VI p.Chr. Descoperit: jud. Tulcea, Ostrov, Beroe - Piatra Frecăței Material: sticlă, pastă de sticlă                                                                    | Colier din mărgele de sticlă și pastă de sticlă. Formele sunt variate: globulare, tubulare și discoidale. O mărgică este din rășină naturală; alta prezintă un decor realizat din linii de diferite culori. Culorile mărgelelor sunt diferite: alb-sidefat, auriu, verde-albastru, gri deschis, negru, bej, violet-mov. | Muzeul de Istorie și Arheologie, Tulcea                      | Cimec    |
|      | Mărgea                      | Datare: sec. VI p.Chr. Descoperit: jud. Tulcea, com. Ostrov, Ostrov, Beroe-Piatra Frecăței Material: chihlimbar                                                                        | Mărgele: una în formă poliedrică și două din chihlimbar, deteriorate, formă sferică. | Muzeul de Istorie și Arheologie, Tulcea                      | Cimec    |
|      | Colier                      | Datare: sec. V-VI p.Chr. Descoperit: jud. Tulcea, Tulcea, Str. 14 Noiembrie Material: chihlimbar; șlefuire, perforare                                                                  | Colierul este alcătuit din 9 perle de dimensiuni variabile și forme neregulate. Cea mai mare dintre perle are forma paralelipipedică, cu lungimea de 3,3 mm și grosimea de 2 cm. Alte 4 perle au forma aproximativ circulară dar aplatizată; altă perlă are forma bitronconică. | Muzeul de Istorie și Arheologie, Tulcea                      | Cimec    |
|      | Mărgea                      | Datare: sec. IV p.Chr. Descoperit: jud. Tulcea, com. Ostrov, Ostrov, Beroe Piatra Frecăței Material: rășină naturală/chihlimbar                                                        | Mărgică din rășină naturală, formă asimetrică. | Muzeul de Istorie și Arheologie, Tulcea                      | Cimec    |
|      | Nasture                     | Datare: sec. VI p.Chr. Descoperit: jud. Tulcea, com. Ostrov, Beroe Piatra Frecăței Material: argint; turnare                                                                           | Nasture din argint, alcătuit dintr-un buton plat de formă discoidală, cu urechiușa de prindere turnată odată cu butonul. Nu prezintă decor. | Muzeul de Istorie și Arheologie, Tulcea                      | Cimec    |
|      | Aplică                      | Datare: sec. II p.Chr. Descoperit: jud. Tulcea, Isaccea, Cetatea Noviodunum Material: argint; turnare                                                                                  | Aplică din argint, realizată prin turnare. La partea inferioară prezintă două bucle, una însă ruptă. Are o formă aproximativ trapezoidală. Păstrează nituri de prindere. | Muzeul de Istorie și Arheologie, Tulcea                      | Cimec    |
|      | Inel                        | Datare: sec. IV p.Chr. Descoperit: jud. Tulcea, com. Ostrov, Ostrov, Beroe Piatra Frecăței Material: argint; turnare (capete libere petrecute)                                         | Inel din sârmă de argint cu capete libere suprapuse. | Muzeul de Istorie și Arheologie, Tulcea                      | Cimec    |
|      | Gemă                        | Datare: sec. II p.Chr. Descoperit: jud. Tulcea, Tulcea, Isaccea Material: onix fin roșu; gravare                                                                                       | Piatra șlefuită din onix fin roșu, fir străveziu, pe strat de culoare alb lăptos, mat. | Muzeul de Istorie și Arheologie, Tulcea                      | Cimec    |
|      | Mărgea                      | Datare: sec. IV p.Chr. Descoperit: jud. Tulcea, com. Ostrov, Ostrov, Beroe Material: pastă de sticlă                                                                                   | Mărgele din pastă de sticlă, incoloră, formă sferică. | Muzeul de Istorie și Arheologie, Tulcea                      | Cimec    |
|      | Colier                      | Datare: sec. IV-VI p.Chr. Descoperit: jud. Tulcea, com. Ostrov, Ostrov, Beroe Material: pastă de sticlă                                                                                | Colier format din mărgele de pastă de sticlă: zece de culoare maron, decorate sub formă de mici bumbi bej; una verde tubulară; restul sunt de culoare verde-olive, formă sferică; câteva exemplare sunt sparte, prost conservate. | Muzeul de Istorie și Arheologie, Tulcea                      | Cimec    |
|      | Colier                      | Datare: sec. V p.Chr. Descoperit: jud. Tulcea, com. Ostrov, Ostrov, Beroe Piatra Frecăței Material: sticlă                                                                             | Colier din mărgele de sticlă, de mici dimensiuni. O singură mărgică, de culoare verde de formă cicrculară are dimensiuni mai mari. Culori: negru, verde, albastru, maron, bej. | Muzeul de Istorie și Arheologie, Tulcea                      | Cimec    |
|      | Colier                      | Datare: sec. IV - V p.Chr. Descoperit: jud. Tulcea, com. Ostrov, Ostrov, Beroe Piatra Frecăței Material: sticlă                                                                        | Mărgele de mici dimensiuni, formă sferică, culoare verde-albăstrui, sidefate; o mărgică în formă de scarabeu, de culoare maron-negru, cu incizii realizate în pastă de sticlă (L= 2,2 cm, LA= 1,5 cm). | Muzeul de Istorie și Arheologie, Tulcea                      | Cimec    |
|      | Cutiuță                     | Datare: sec. II p.Chr. Descoperit: jud. Tulcea, Isaccea Material: lemn | Cutiuță din lemn pentru fard, formă tubulară, simplă, fără decor; capac decorat pe margine cu incizie circulară și cu un buton central. | Muzeul de Istorie și Arheologie, Tulcea                      | Cimec    |
|      | Strachină                   | Descoperit: jud. Tulcea, com. Baia, Baia, Drumul Vacilor Material: vas, lut, modelat manual                                                                                            | Strachină de mărime mică, cu pereții subțiri și de culoare neagră. Buza este ușor evazată spre exterior, umărul arcuit, fundul drept. Prezintă la interior, dar mai ales la exterior, un strat subțire de slip bine lustruit. Umărul este accentuat printr-un decor format dintr-o linie punctată de la care pornesc spre fundul vasului triunghiuri deschise. | Institutul de Cercetări Eco-Muzeale „Gavrilă Simion”, Tulcea | Cimec    |
|      | Strachină                   | Descoperit: jud. Tulcea, com. Baia, Baia, Drumul Vacilor Material: vas, lut, modelat manual                                                                                            | Strachină de mărime mai mare, cu pereții în general subțiri, dar îngroșați spre fund, culoare brun-închis. Buza este evazată spre exterior, umărul bine rotunjit, fundul drept. La exterior prezintă un strat de slip bine lustruit și mai puțin la interior. Umărul este bine reliefat printr-un decor format din triunghiuri repetate de-a lungul unei benzi cu bazele alternând de pe o latură pe cealaltă. În partea inferioară prezintă un decor format din grupe de triunghiuri deschise cu bazele pe aceeași bandă și cuprinse între două linii paralele dispuse vertical. | Institutul de Cercetări Eco-Muzeale „Gavrilă Simion”, Tulcea | Cimec    |
|      | Pahar                       | Descoperit: jud. Tulcea, com. Baia, Baia, Drumul Vacilor Material: vas, lut, modelat manual                                                                                            | Pahar bitronconic cu partea inferioară joasă, de culoare castanie. Pereții sunt mai groși față de primele două exemplare. Buza este evazată spre exterior și fundul drept. Prezintă un strat subțire de slip lustruit. | Institutul de Cercetări Eco-Muzeale „Gavrilă Simion”, Tulcea | Cimec    |